# Outros esportes praticados pelo Fluminense Football Club
Fluminense Football Club é uma agremiação poliesportiva e cultural sediada na cidade do Rio de Janeiro, no Brasil, fundada em 21 de julho de 1902. É uma sociedade civil de caráter desportivo que tem como principal atividade o futebol. Essa página destina-se a agregar os demais esportes praticados pela agremiação.

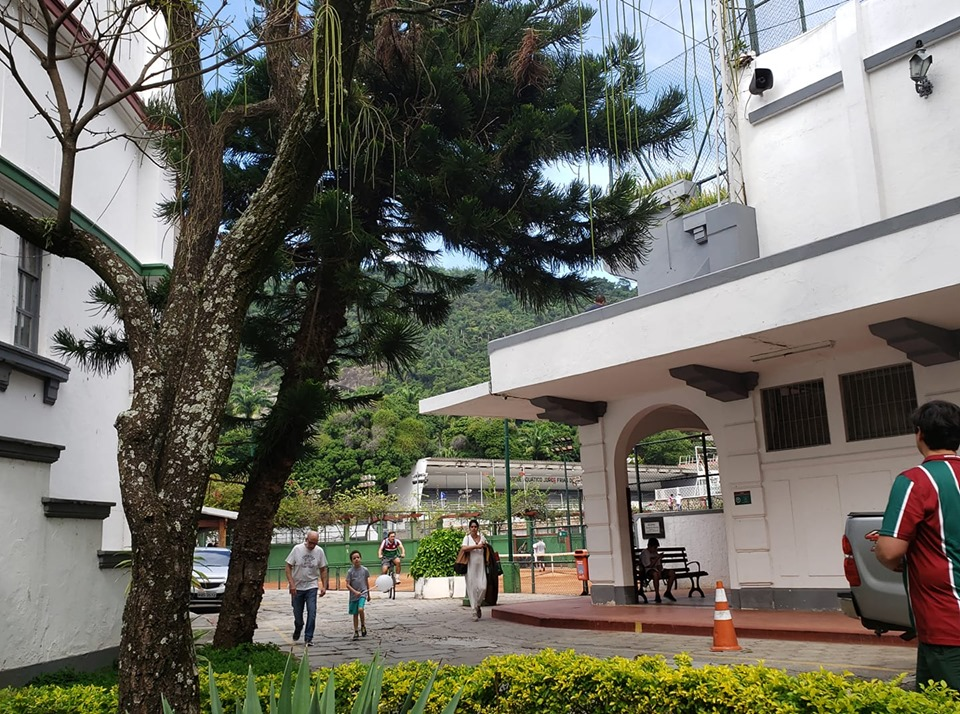
Vista parcial da área de esportes olímpicos e amadores, contemplando uma parte da quadra de tênis e ao longe o parque aquático.

## Esportesolímpicoseamadores

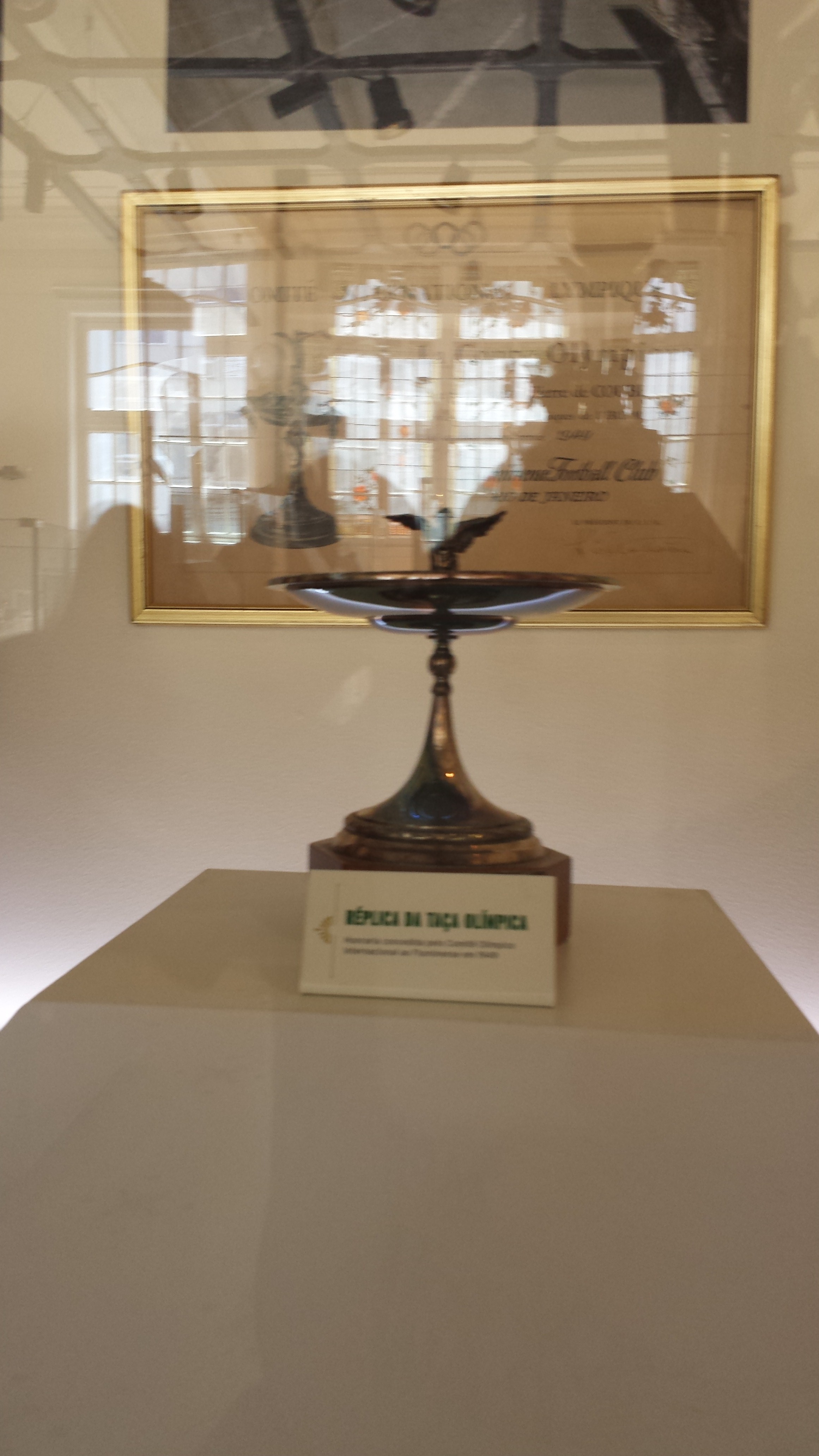
Réplica da Taça Olímpica de 1949.

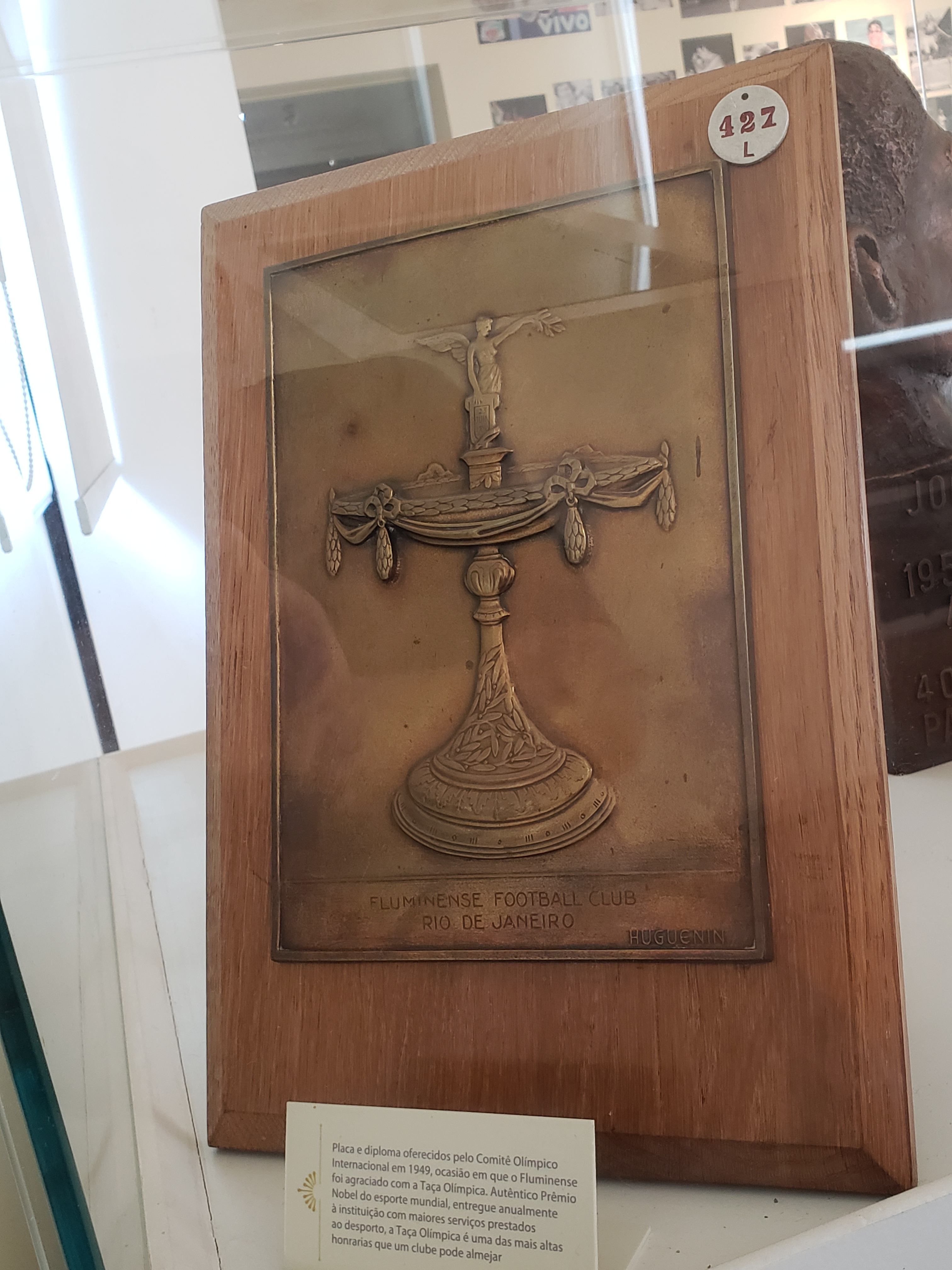
Placa oferecida pelo COI.

A Taça Olímpica é o mais alto e cobiçado troféu do desporto mundial. Também chamada de "Taça de Honra", tem como finalidade reconhecer anualmente, aquele que, no juízo do Comitê Olímpico Internacional, mais fez em prol do olimpismo e do esporte. Este reconhecimento é considerado o Prêmio Nobel dos esportes. A concessão do título é feita pelo COI após rigoroso e detalhado exame dos dossiês apresentados pelos candidatos.
Para receber a honraria, o pleiteador deve ser exemplo de organização administrativa e um vitorioso nos setores esportivos, sociais, artísticos e cívicos. Um complexo de perfeição durante um ano inteiro, e escolhido como o melhor dentre os demais clubes, instituições esportivas e mesmo países do mundo, através de suas federações. O Fluminense Football Club é o único clube de futebol no mundo e única instituição brasileira que já recebeu a Taça Olímpica.
A Taça Olímpica (Coupe Olympique) foi instituída em 1906 pelo Barão Pierre de Coubertin, o criador dos Jogos Olímpicos da era moderna e foi atribuída pela primeira vez, ainda em 1906, ao Touring Club da França.
| Honrarias | Honrarias     | Honrarias | Honrarias  |
|           | Competição    | Títulos   | Temporadas |
| --------- | ------------- | --------- | ---------- |
|           | Taça Olímpica | 1         | 1949       |

Além do futebol, esporte mais popular do país, o Fluminense tem em suas raízes outras modalidades esportivas que fizeram parte da história do clube. Diversos atletas se destacaram no decorrer dos anos e suas conquistas foram traçadas desde o início nos campos e quadras do clube das Laranjeiras, defendendo as cores do Fluminense. O clube obteve sucesso em muitas modalidades, tendo um total de 1.407 títulos do Fluminense no esporte amador e no olímpico, até 2002.

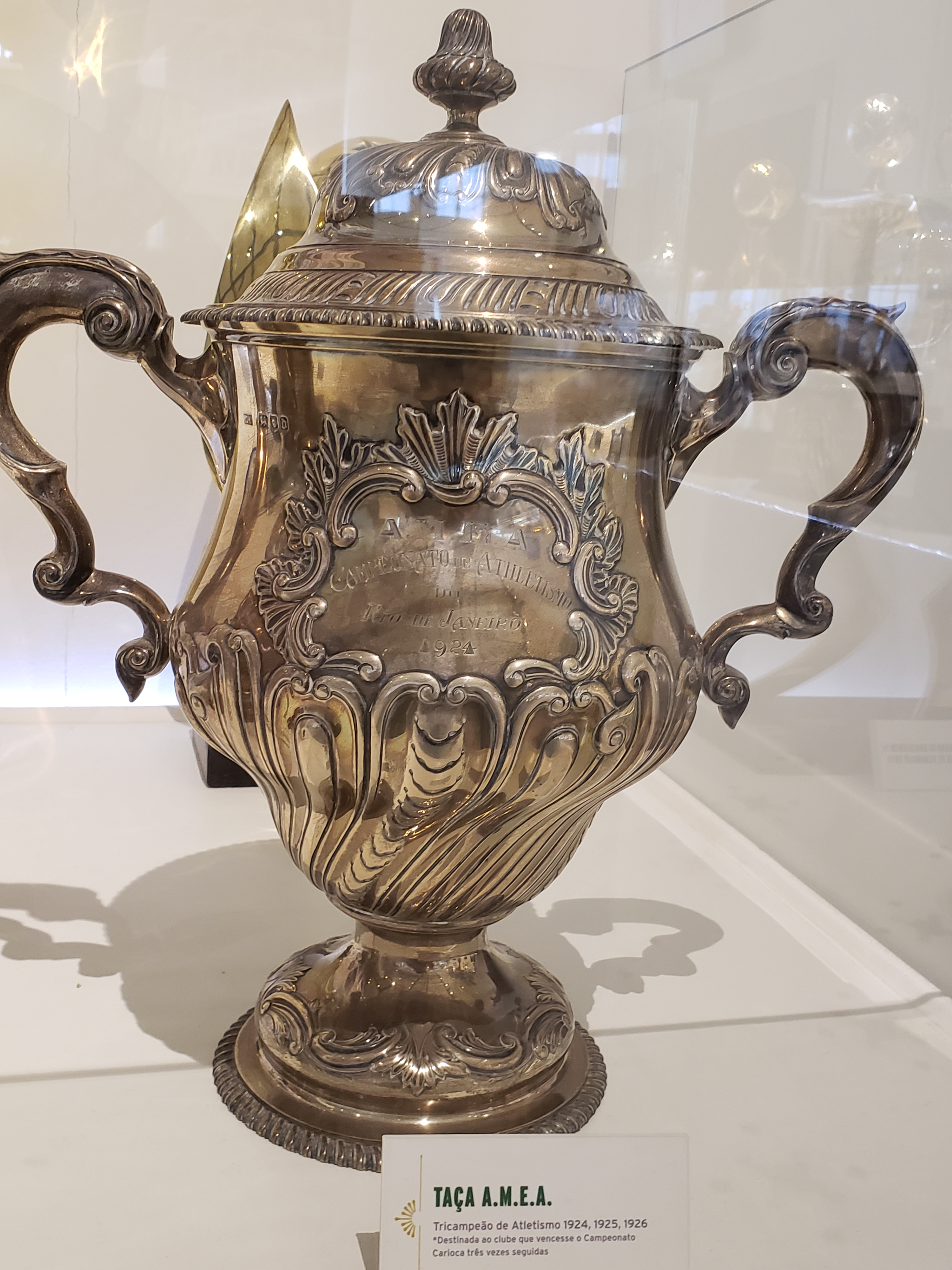
Taça AMEA de Atletismo, destinada ao campeão carioca por 3 vezes consecutivas (1924-25-26).

O Fluminense em 21 de julho de 2011, anunciou que tinha em sua sala de troféus principal, então nomeada de Afonso Teixeira de Castro, 2.030 troféus e 1.020 taças, um total de 7.000 objetos de todas as modalidades esportivas.

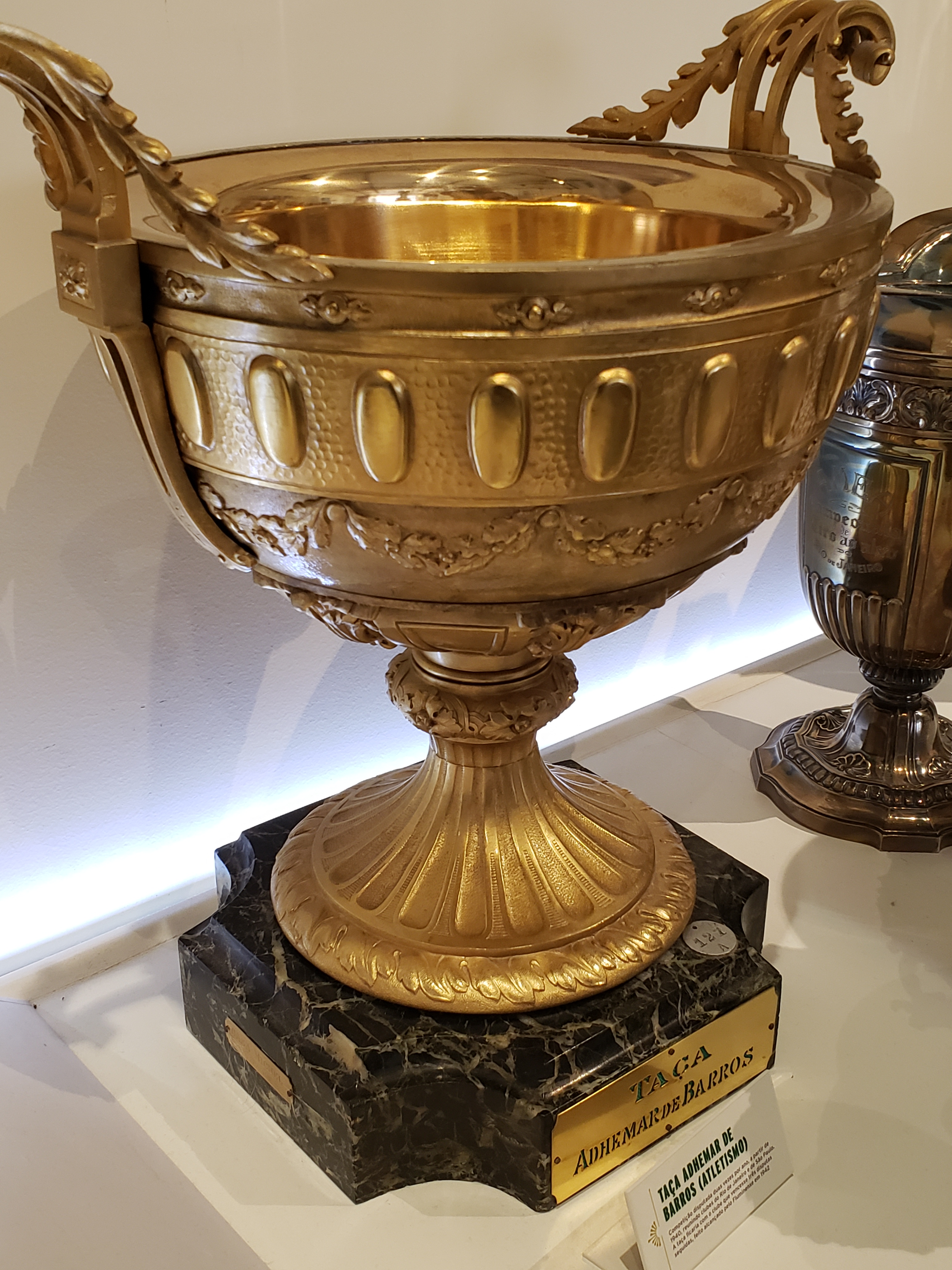
Taça Adhemar de Barros de Atletismo (Rio-SP) 1942, ao campeão por três vezes seguidas.

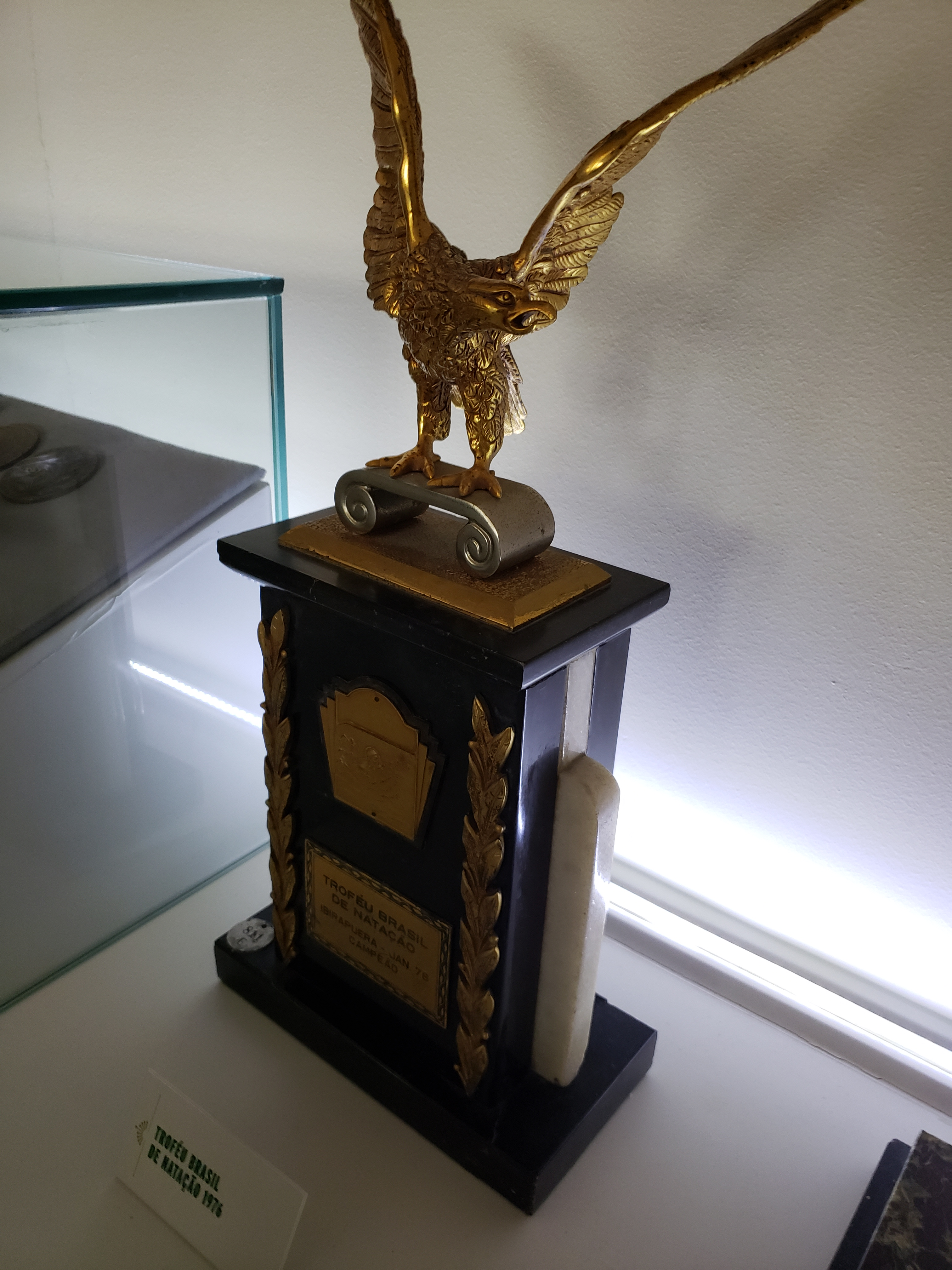
Troféu Brasil de Natação 1976.

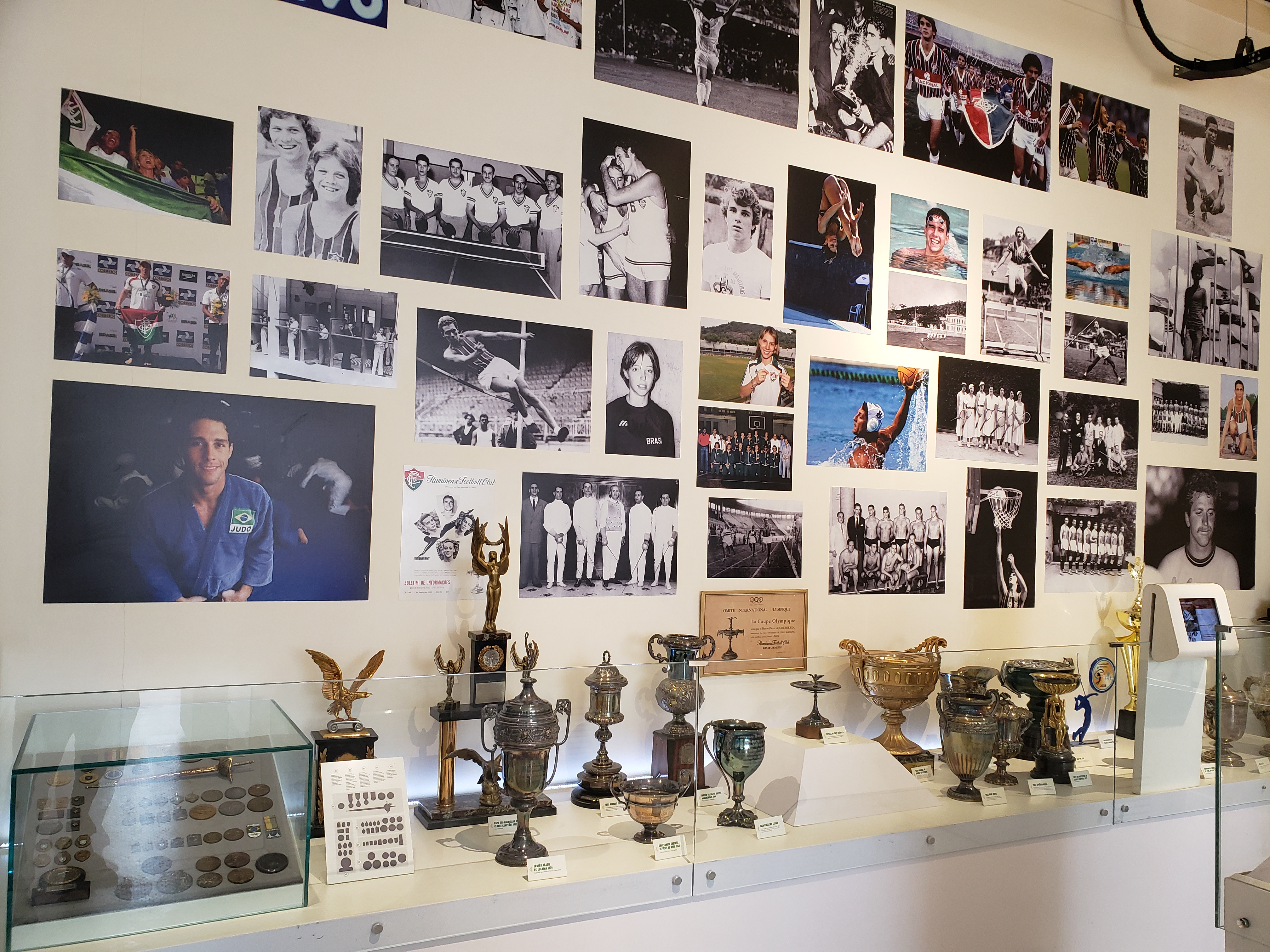
Alguns troféus destacados nos esportes olímpicos.

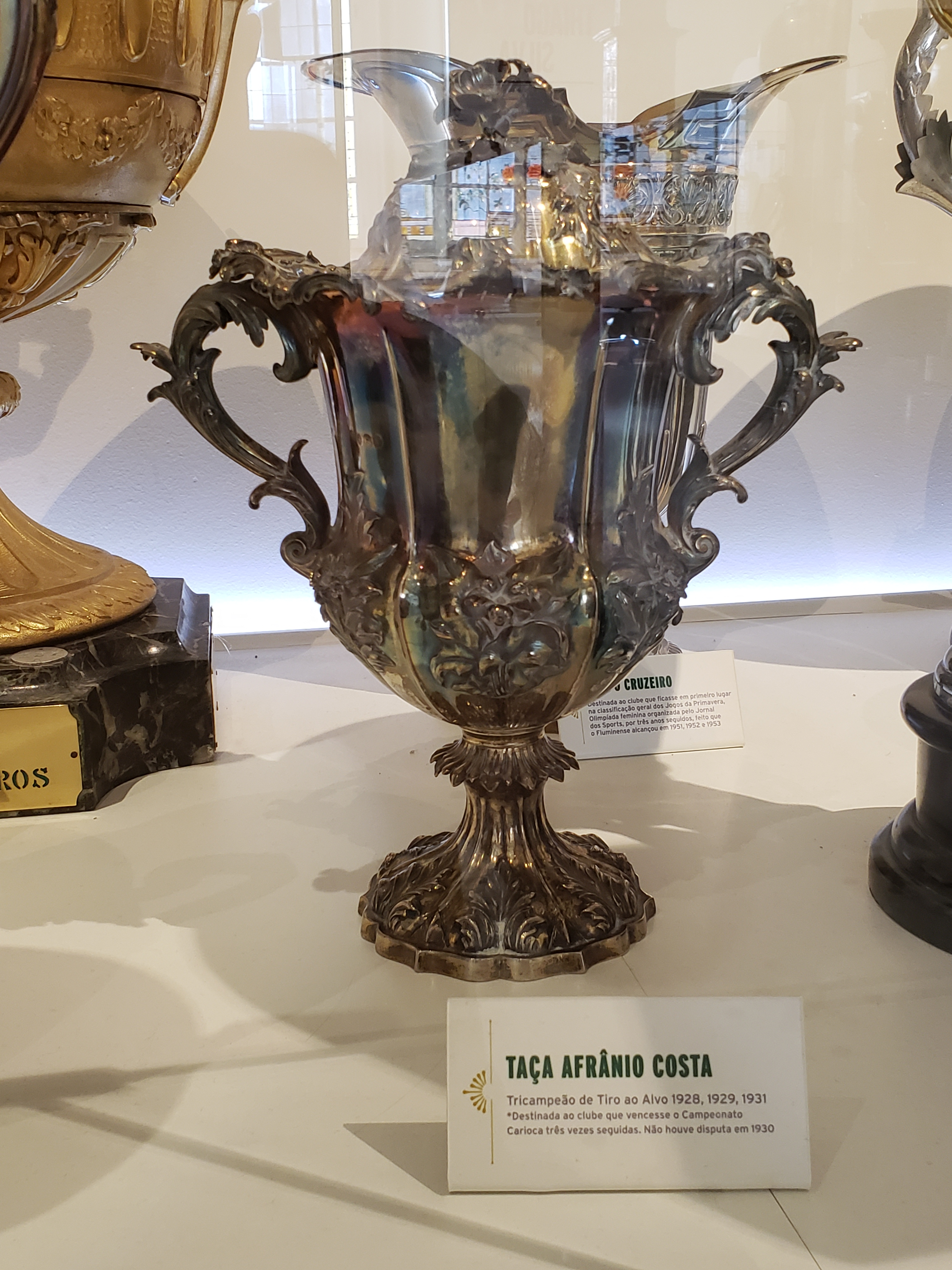
Taça Afrânio Costa de Tiro, por vencer o Carioca por três vezes seguidas (1928-29-31, não houve em 1930).

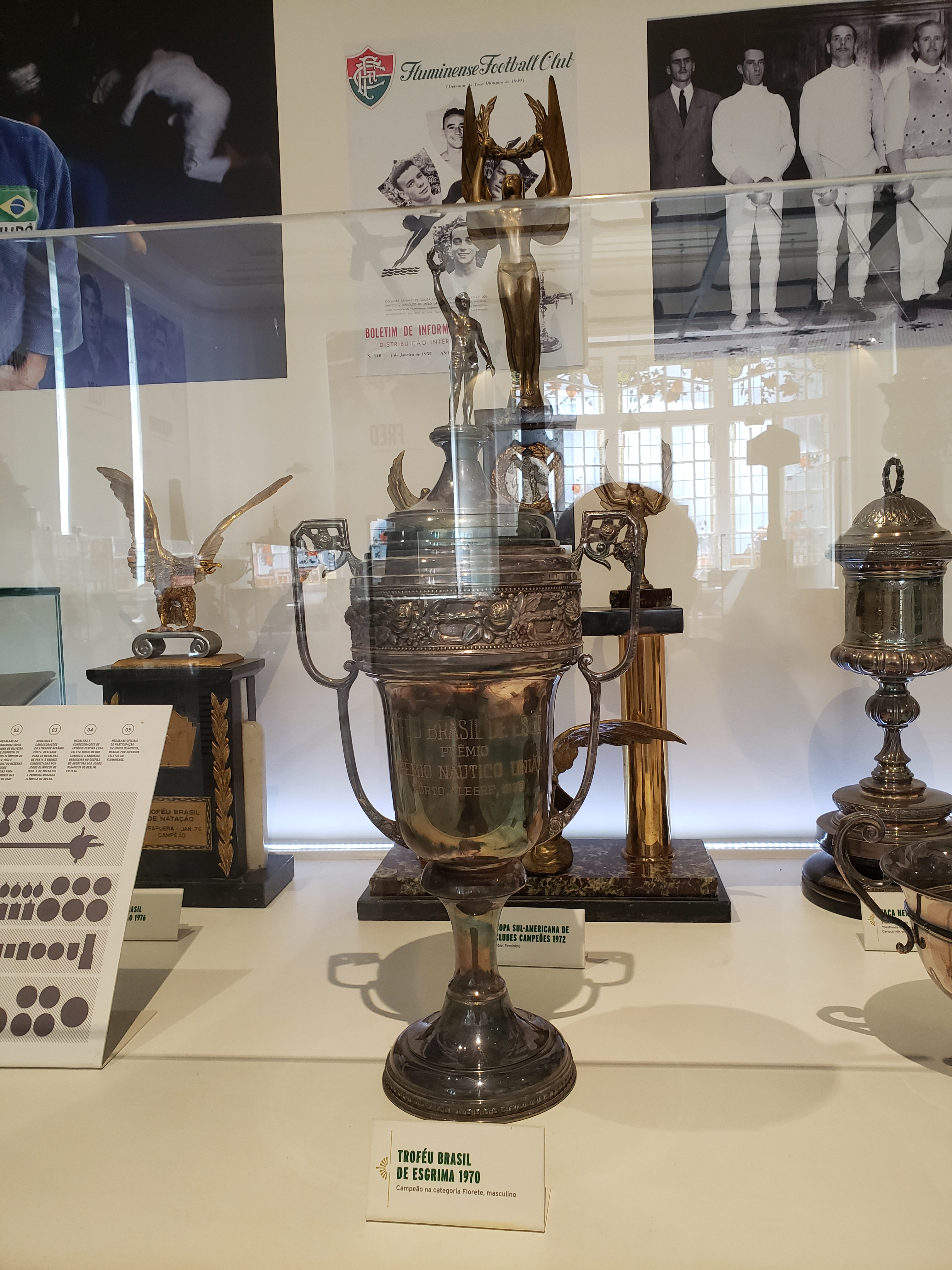
Taça Brasil de Esgrima 1970.

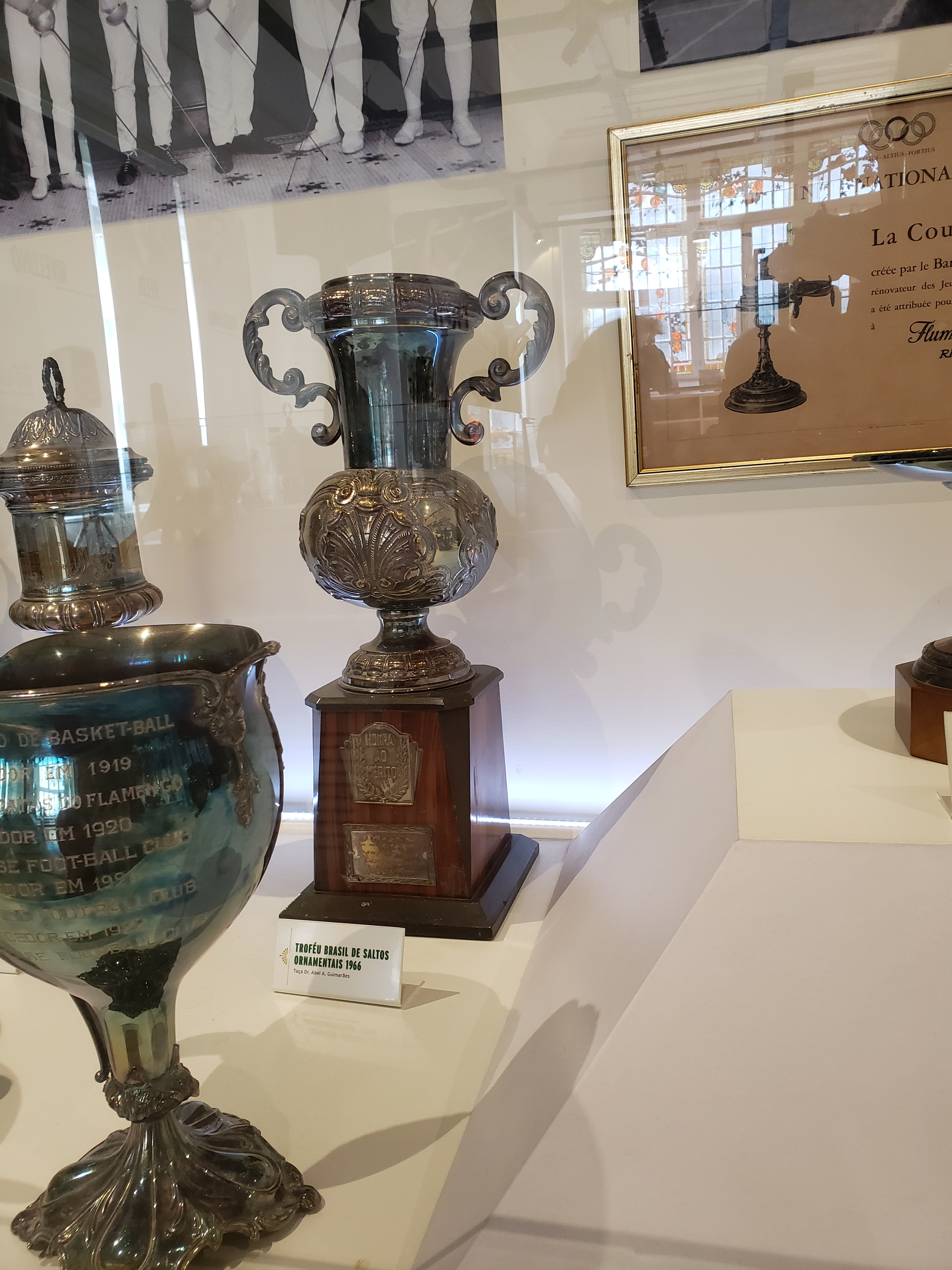
Troféu Brasil de Saltos Ornamentais 1966.

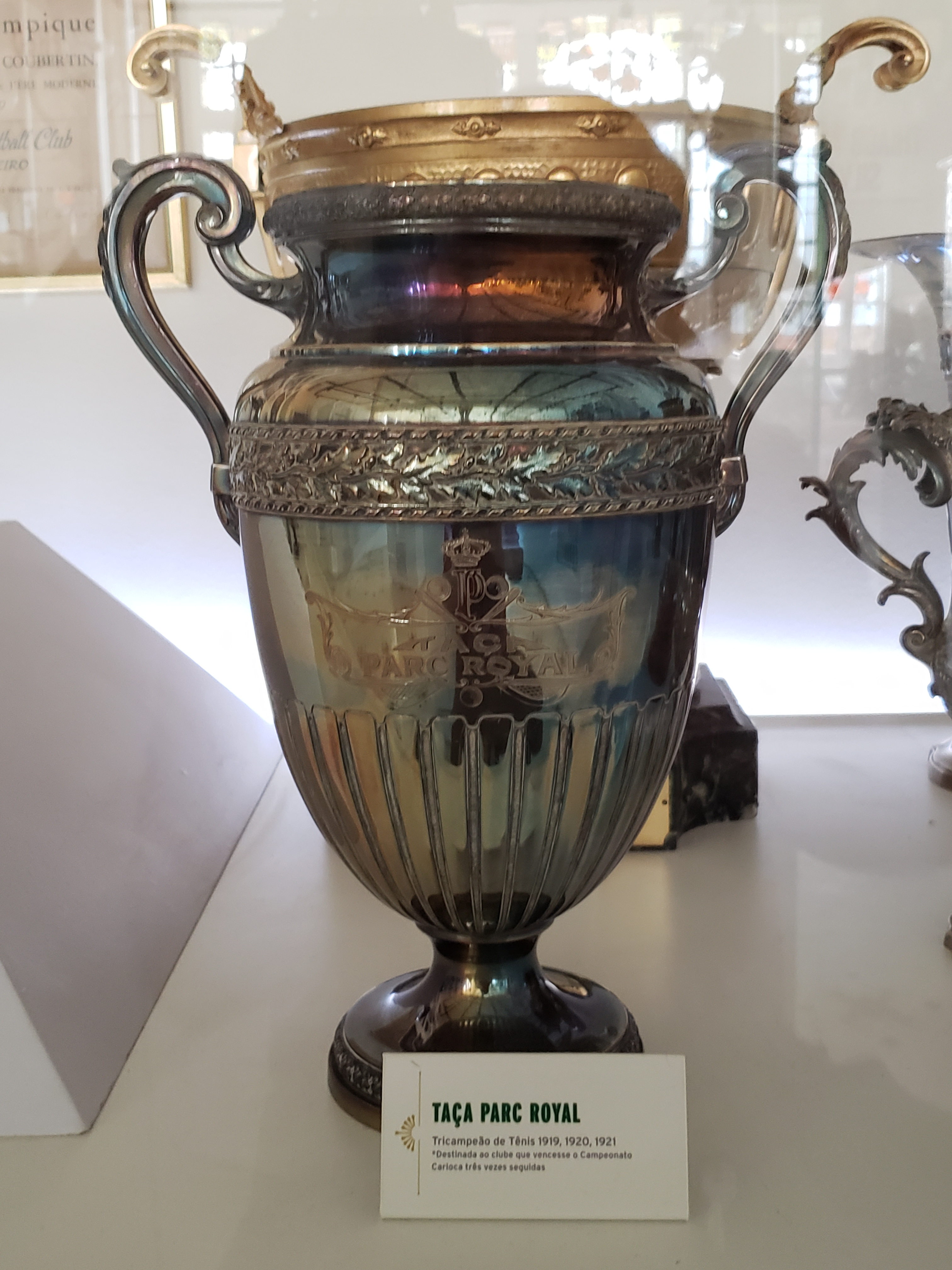
Taça Park Royal, destinada ao campeão carioca de tênis por três anos consecutivos (1919-20-21).

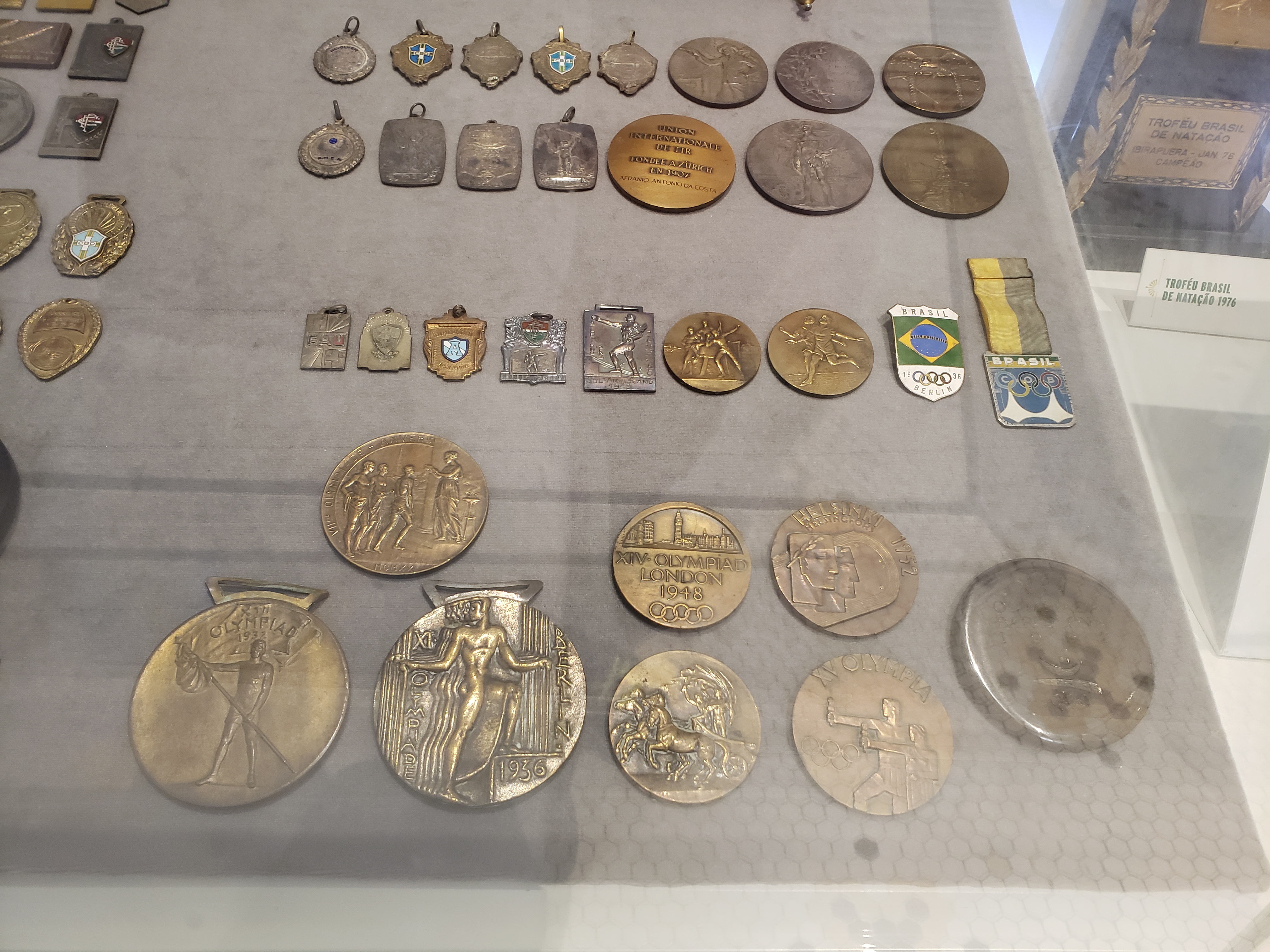
Medalhas destacadas, inclusive olímpicas.

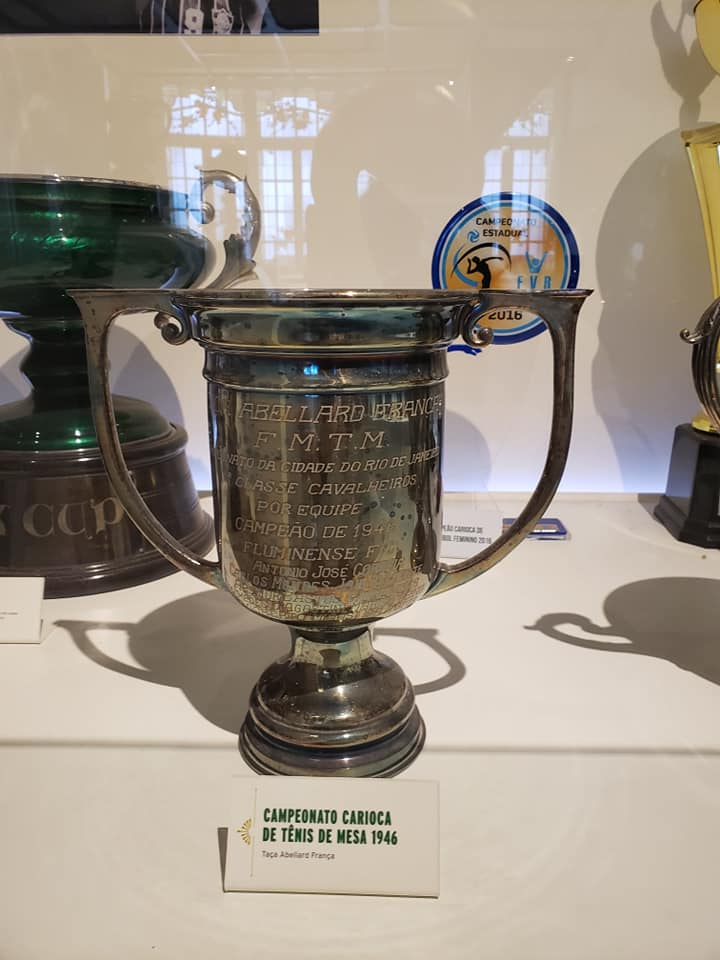
Taça do Campeonato Carioca de tênis de mesa de 1946.

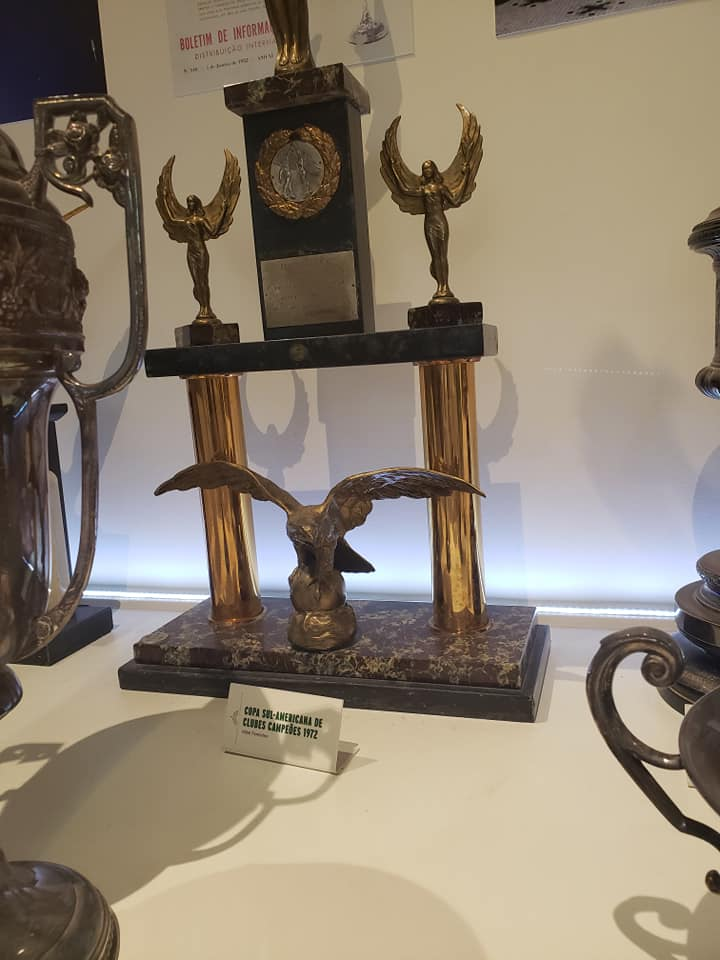
Taça do Sul-Americano de Vôlei Feminino de 1972.

Menos de um mês depois de fundado, no dia 15 de agosto de 1902 o Fluminense apresentou em público a sua primeira equipe de atletismo, em homenagem à coroação do Rei Eduardo VII do Reino Unido, em competição promovida pelo Rio Cricket, na cidade de Niterói. Nesse dia, antes de sua primeira partida de futebol, que se daria em 19 de outubro, o Fluminense obteve a primeira vitória de sua História esportiva por meio do atleta Víctor Etchegaray, que venceu a prova das 100 jardas. Em 1919 conquistaria o primeiro campeonato carioca de atletismo da História, disputado no campo de jogo do Flamengo, na Rua Paysandu, sob os auspícios da LMDT-Liga Metropolitana de Desportos Terrestres.
Em 1907 o Fluminense construiu a sua primeira quadra de tênis, ampliando para três em 1909 e quatro em 1911, inaugurando em 1919 a sua quadra principal ou "estádio", com a realização do 9º Campeonato Sul-Americano, em disputa da Taça Mitre, quadra que se tornaria palco de inúmeras competições internacionais, entre elas partidas pela Copa Davis de 1972. Somente o Fluminense tinha quadras de tênis no Rio de janeiro e apenas em 1916, o Country Club inauguraria as suas quadras. No Triênio 1919-20-21, os jogadores do Fluminense disputaram 149 partidas e venceram todas, conquistando 140 campeonatos e torneios até o ano de 1952.
Sessões de patinação já se realizavam no clube às quartas feiras, das 21 às 23 horas, ainda em 1915.
Em 21 de janeiro de 1919, o clube inaugurou a sua primeira piscina, então coberta, remodelando e a reinaugurando no dia 22 de novembro de 1931.
Foi no Stand de Tiro do Fluminense, inaugurado também em 1919, que a equipe olímpica brasileira se preparou para conquistar as primeiras medalhas brasileiras em Olimpíadas, nos Jogos Olímpicos de Verão de 1920,[carece de fontes?] oportunidade na qual os atletas tricolores Guilherme Paraense e Afrânio da Costa conquistaram três medalhas – ouro (Paraense) e prata (Afrânio) individuais, e bronze por equipes.
Nesse mesmo ano de 1920, no dia 8 de fevereiro, o Fluminense iniciou as suas participações nas provas de natação com a realização de um concurso interno, filiando-se em 13 de janeiro de 1931 à Federação Brasileira das Sociedades de Remo, entidade dirigente dos esportes aquáticos nas cidades do Rio de janeiro e de Niterói nessa época.
O clube criou em 1921, a sua seção de xadrez, estimulando ainda mais a sua trajetória vitoriosa sendo campeão carioca em 1928, no primeiro campeonato realizado de acordo com as regras e concordância da Federação Brasileira de Xadrez. Em 1930 o Fluminense empatou por 3 a 3, com o Círculo Argentino de Ajedrez, equipe mais forte de xadrez da Argentina, então.
Em 1936 inaugurou a sua seção de esgrima, sagrando-se vice campeão carioca em 1938 e conquistando o primeiro título de campeão carioca já no ano seguinte.
Em 1942 o Fluminense começou a participar de competições de tênis de mesa, quando as suas equipes conquistaram o torneio comemorativo "Dia do Tênis de Mesa", promovido pela Associação Cristã de Moços, com a participação de 23 clubes, tendo se sagrado campeão carioca por 16 vezes no masculino e 4 no feminino até o ano de 1968.
Entre 1902 e 1948, tendo disputado 2.180 partidas em 20 esportes coletivos, o Fluminense obteve 1.558 vitórias (71,4%), 145 empates (6,6%) e 473 derrotas (22%), segundo levantamento de seu Departamento Técnico.
Até o final de 1951, período compreendendo os seus primeiros 50 anos, o Fluminense conquistou 531 campeonatos e torneios diversos em todos os esportes praticados até então.
Até 1959, o Fluminense foi o clube carioca que mais campeonatos conquistou nas seguintes modalidades: atletismo, basquetebol, esgrima, hoquei, levantamento de pêso, tênis, tênis de mesa, natação, pólo aquático, saltos, tiro, voleibol, e xadrez, ganhando mais de 50% dos 452 campeonatos realizados até o final desse ano. Entre os muito feitos, sua seção de pólo aquático permanecia invicta desde 1952 até esse ano de 1959, com 89 partidas tendo sido disputadas, várias delas contra equipes internacionais, apresentando em seu cartel, 83 vitórias e 6 empates, e placar médio de 7 a 1 nessas partidas.
Além dos esportes que fizeram parte da estatística de Adolpho Shermann, o Fluminense praticava nesta época pelo menos mais 2 esportes, arco e flecha e
futebol de salão (futsal). Após 1960 o Fluminense praticou também, os seguintes esportes: futebol de mesa, ginástica olímpica, ginástica rítmica desportiva, handebol, hockey, nado sincronizado, patinação, patinação artística, showbol, taekwondo, além de ter sido representado em autobol, beach soccer, body boarding, futebol americano, futebol americano de praia, futebol de praia e futevôlei.
Em 2018 o Fluminense, uma potência nesse esporte, conquistou o Troféu Brasil de Saltos Ornamentais pela décima primeira vez consecutiva em sua 48ª edição. Além dessas ocasiões, o Fluminense foi campeão pelo menos em 1968, 1979, 1982, 1983, 1984, 1985, 1995 e 1996, sendo esses os títulos disponíveis nesse momento.
Em natação ostentava 116 títulos até 2002, sendo 37 deles estaduais pela equipe principal, foi cinco vezes campeão do Troféu Maria Lenk e uma do Troféu José Finkel, os dos dois principais torneios de natação no Brasil na atualidade, e em pólo aquático tem mais do que o dobro de títulos estaduais do que o segundo colocado em conquistas e é o clube que tem mais conquistas em todas as competições nacionais masculinas. A equipe de tiro foi campeã por 7 anos consecutivos entre 1952 e 1958, a equipe de esgrima tinha 133 títulos, a de tênis 145 e a de tiro 200, até 2002.
Nos Jogos Pan-Americanos de 2019, ao competir pela sexta vez consecutiva, a atleta tricolor de saltos ornamentais Juliana Veloso tornou-se a atleta brasileira com mais participações nos Jogos Pan-Americanos, ela que conquistou medalha de prata e medalha de bronze em Santo Domingo e bronze nos Jogos Pan-Americanos de 2007 no Rio de Janeiro ao competir pela sexta vez consecutiva, a atleta tricolor de saltos ornamentais Juliana Veloso tornou-se a atleta brasileira com mais participações nos Jogos Pan-Americanos, ela que conquistou medalha de prata e medalha de bronze em Santo Domingo e bronze nos Jogos Pan-Americanos de 2007 no Rio de Janeiro e que já era a atleta com mais participações em olimpíadas, cinco no total, tendo sido campeã sul-americana em várias ocasiões, considerando apenas os seus títulos mais importantes.

## Esportes coletivos

### Basquetebol
O Fluminense Basquete é o departamento de basquetebol do Fluminense Football Club, sediado no estado do Rio de Janeiro. O masculino, atualmente, disputa apenas competições de base.

#### Masculino

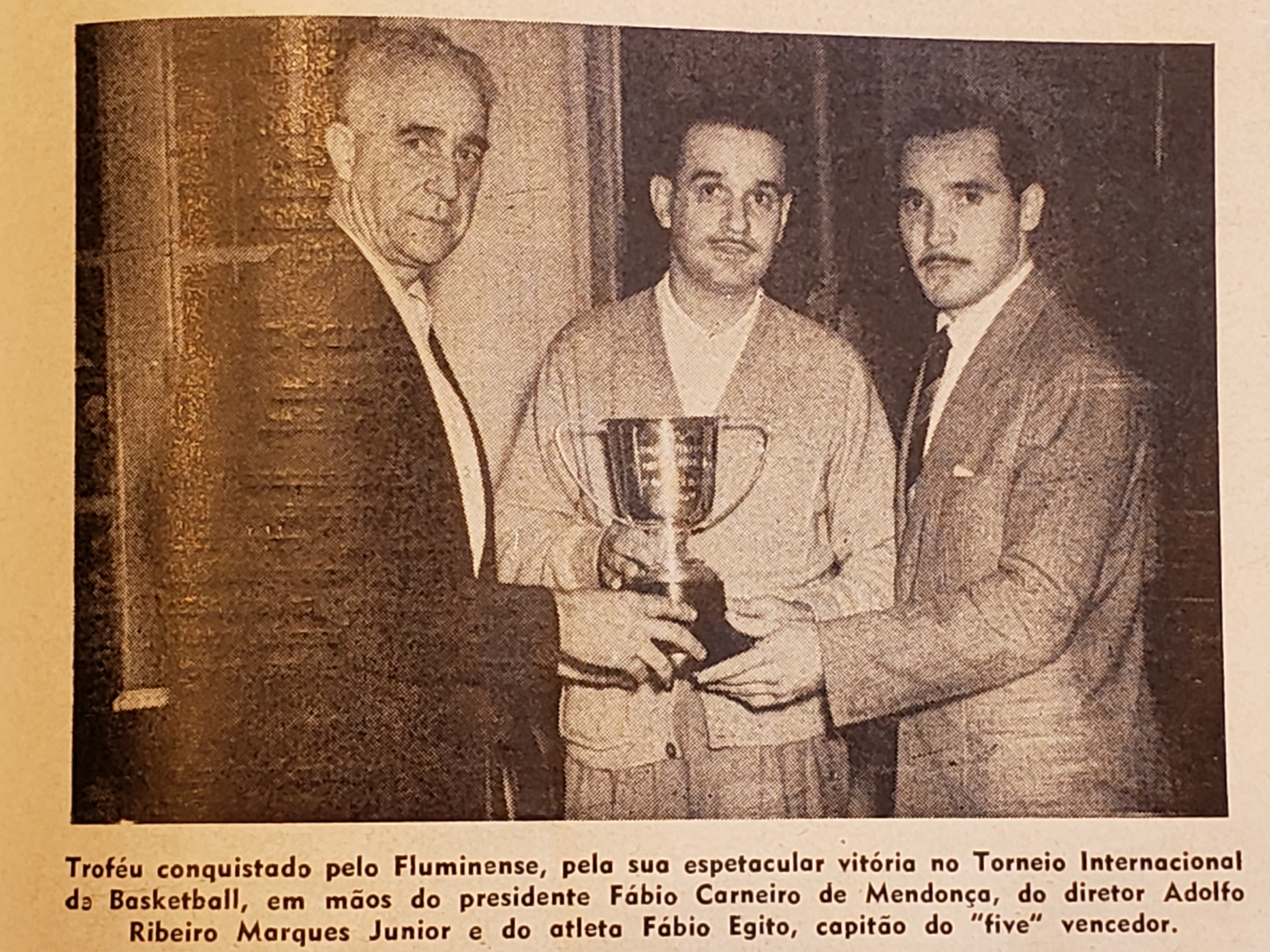
Campeão do Torneio Internacional de 1952.

No período de 1920 a 1927, o Fluminense ganhou oito títulos cariocas consecutivos (quatro da Liga Metropolitana de Desportos Terrestres, além das quatro primeiras edições do Campeonato Carioca). Nas décadas de 1950 e 1960 o Fluminense alcançou vários títulos incluindo o Carioca de 1961, que contou com Marechal, o tricampeão brasileiro de lance livre. Na década de 1970, destacaram-se Luizinho, Marquinho, Alberto Bial e Fioravante. Entre 2001 e 2002, o Tricolor contou com o atleta Marcelinho Machado, hoje no Flamengo.
Desde 2010, a diretoria vem se esforçando para trazer novos títulos para o tricolor e, com isso, anunciou os patrocínios da Unimed e do BNY Mellon.

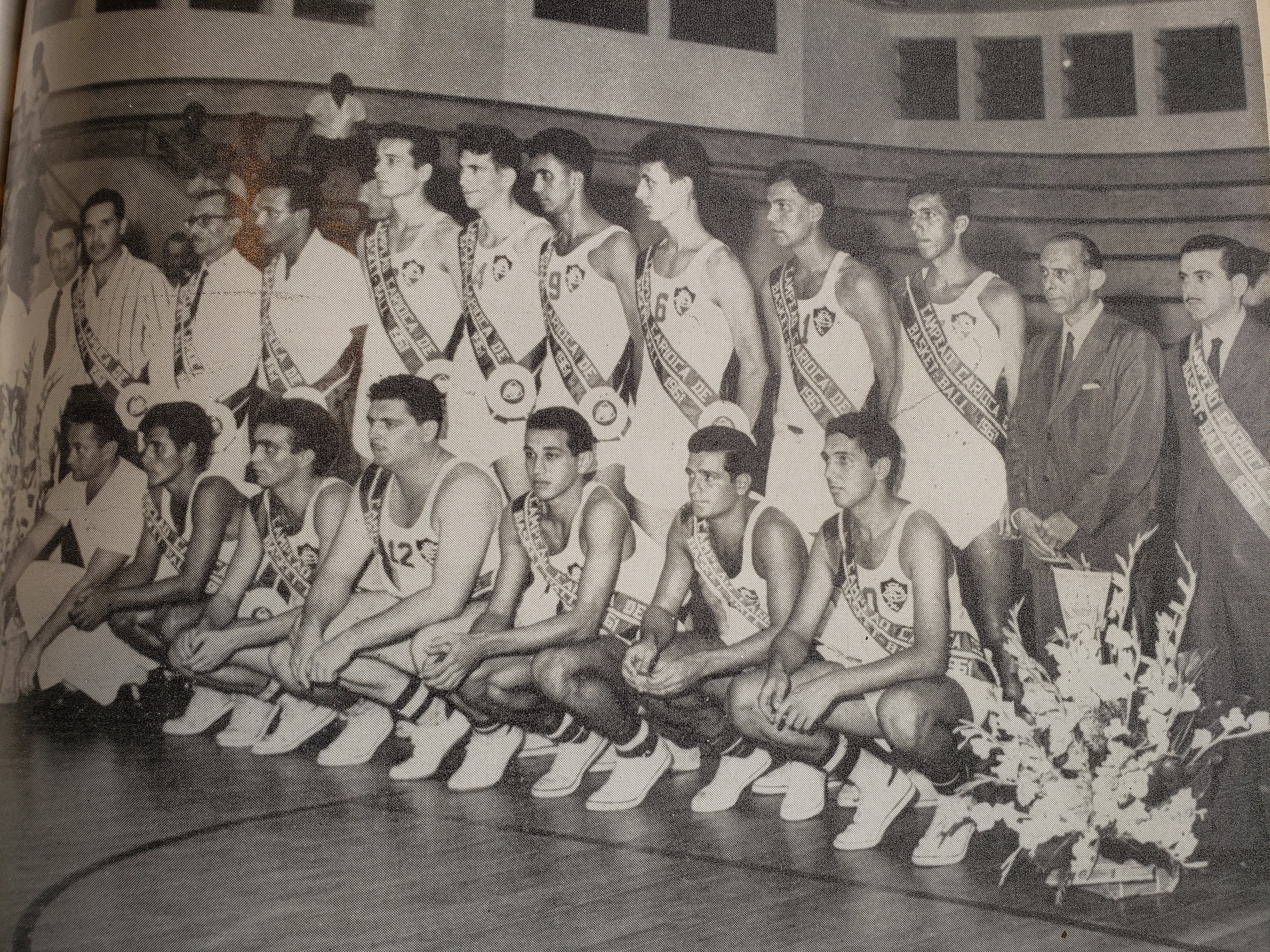
Time campeão carioca de basquete de 1961.

Em 2013, com a formação de uma nova equipe adulta masculina, o clube inicia a disputa nas competições de acesso por uma vaga para voltar à elite do basquete nacional no NBB. Ficou em segundo lugar na Copa Brasil Sudeste, garantindo a vaga para Super Copa Brasil de Basquete. Sagrou-se campeão da Super Copa Brasil e garantiu vaga para a disputa de um triangular que dará duas vagas para participar da temporada 2013-14 do NBB, desde que atendam a todos os pré-requisitos exigidos pela Liga Nacional de Basquete.
No triangular, Tijuca e Macaé ascenderam ao NBB, e o Fluminense acabou perdendo a chance de se classificar para o NBB 2013-14. Entretanto, no início de junho, a LNB decidiu convidar o Fluminense, juntamente com o Universo/Goiânia, para disputar a sexta edição do NBB, desde que apresentassem os pré-requisitos necessários. Sem verbas e patrocínio suficientes, por conta de questões políticas e com um elenco tecnicamente fraco à nível do NBB, o Fluminense acabou desistindo da vaga.
Algumas fontes da internet dão conta de que um novo treinador e um novo armador já estariam pré-contratados para auxiliar o Fluminense na disputa da sexta edição do NBB. Entretanto, o gaúcho Walter Roese, que seria o novo técnico da equipe, acabou desistindo do cargo após a eliminação tricolor da disputa campeonato; o mesmo ocorreu com o experiente armador Luiz Felipe Lemes, que já teria acertado verbalmente sua contratação por parte do Fluminense.

##### Principais títulos

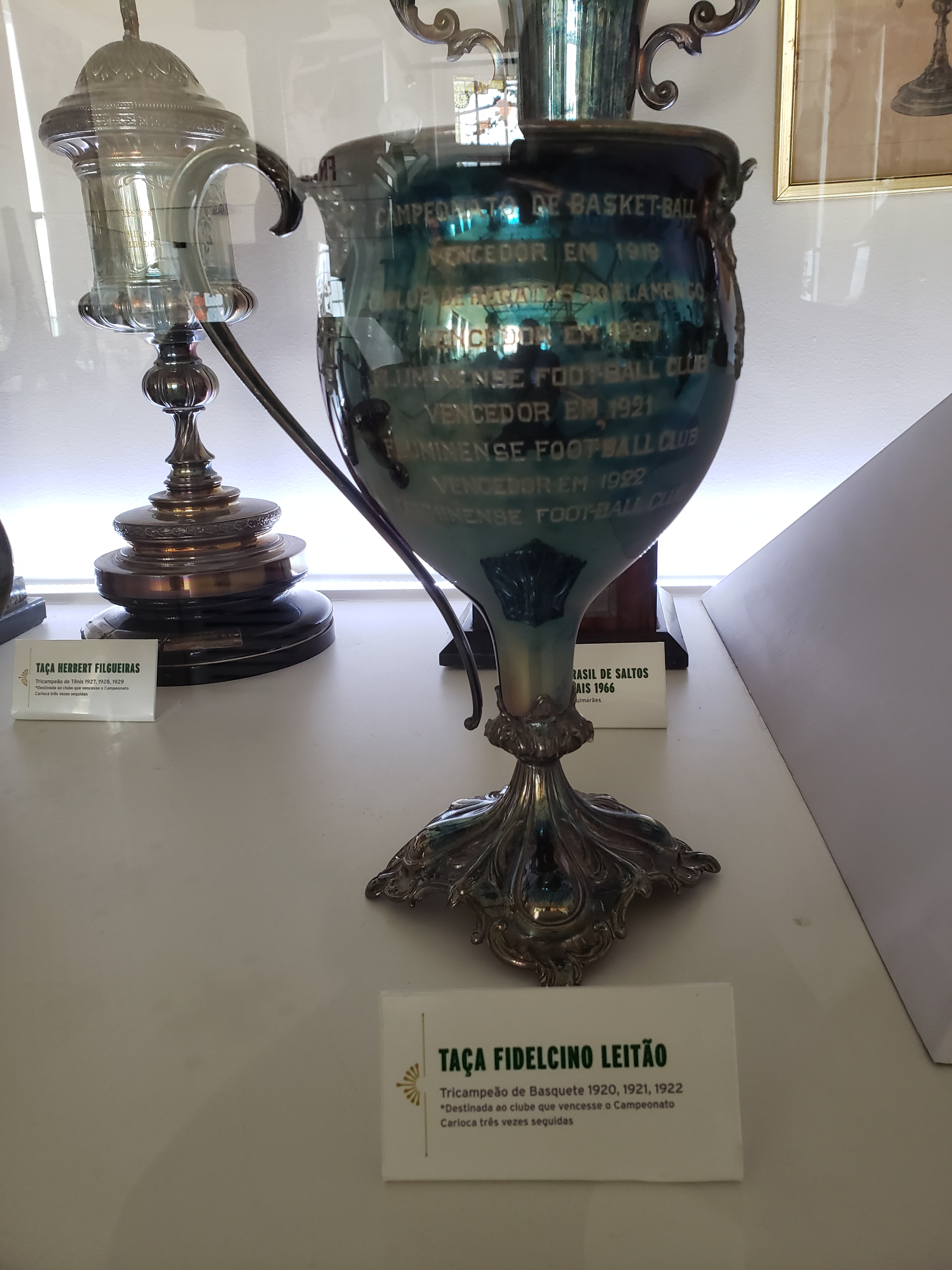
Taça Fidelcino Leitão, destinada ao clube que se sagrasse campeão carioca por três anos consecutivos (1920-21-22).

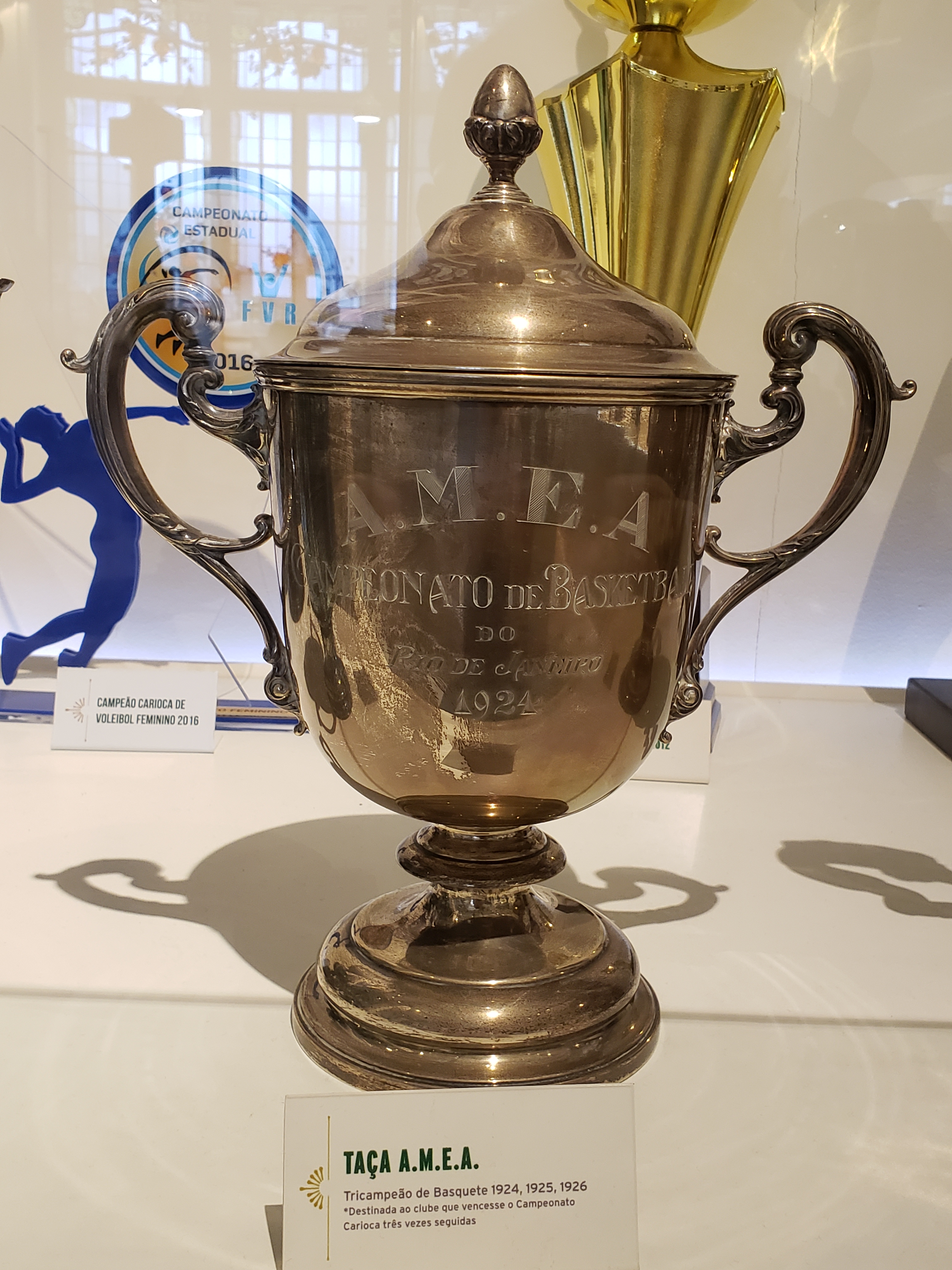
Taça AMEA de basquete, destinada ao clube que se sagrasse campeão carioca por 3 vezes consecutivas a partir de 1924.

Outras títulos
- Campeonato Estadual de Segundos Quadros: 6 (1921, 1922, 1923, 1924, 1926 e 1931)

- Campeonato Estadual Aspirantes: 5 (1960, 1961, 1967, 1969 e 2008)

- Taça Gerdal Bôscoli: 4 (1970, 1972, 1973 e 1974)

- Taça Ivan Raposo: 2 (1971 e 1972)

- Taça Kanela: 2 (1992 e 1995)

- Torneio G. Guinle: 1 (1944)

- Taça Rio de Janeiro: 1 (1981)

- Torneio Carioca: 1 (2010)

- Copa Brasil Sub-21: 1 (2018)

##### Grandes atletas
- Alberto Bial
- Demétrius Ferracciú[36]
- Facundo Sucatzky[37]
- Fernando Medeiros[38]
- Fioravante
- Luizinho
- Marcelinho Machado
- Marquinho
- Nilton Pacheco
- Marechal, Luís Liberato Cabral

##### Grandes treinadores
- Fred Brown (1920)
- Alberto Bial (década de 1990 / 2001–2002)
- Márcio Andrade (2012–atualmente)
- Walter Roese (*)

(*) Não chegou a atuar no comando da equipe (2013).

#### Feminino

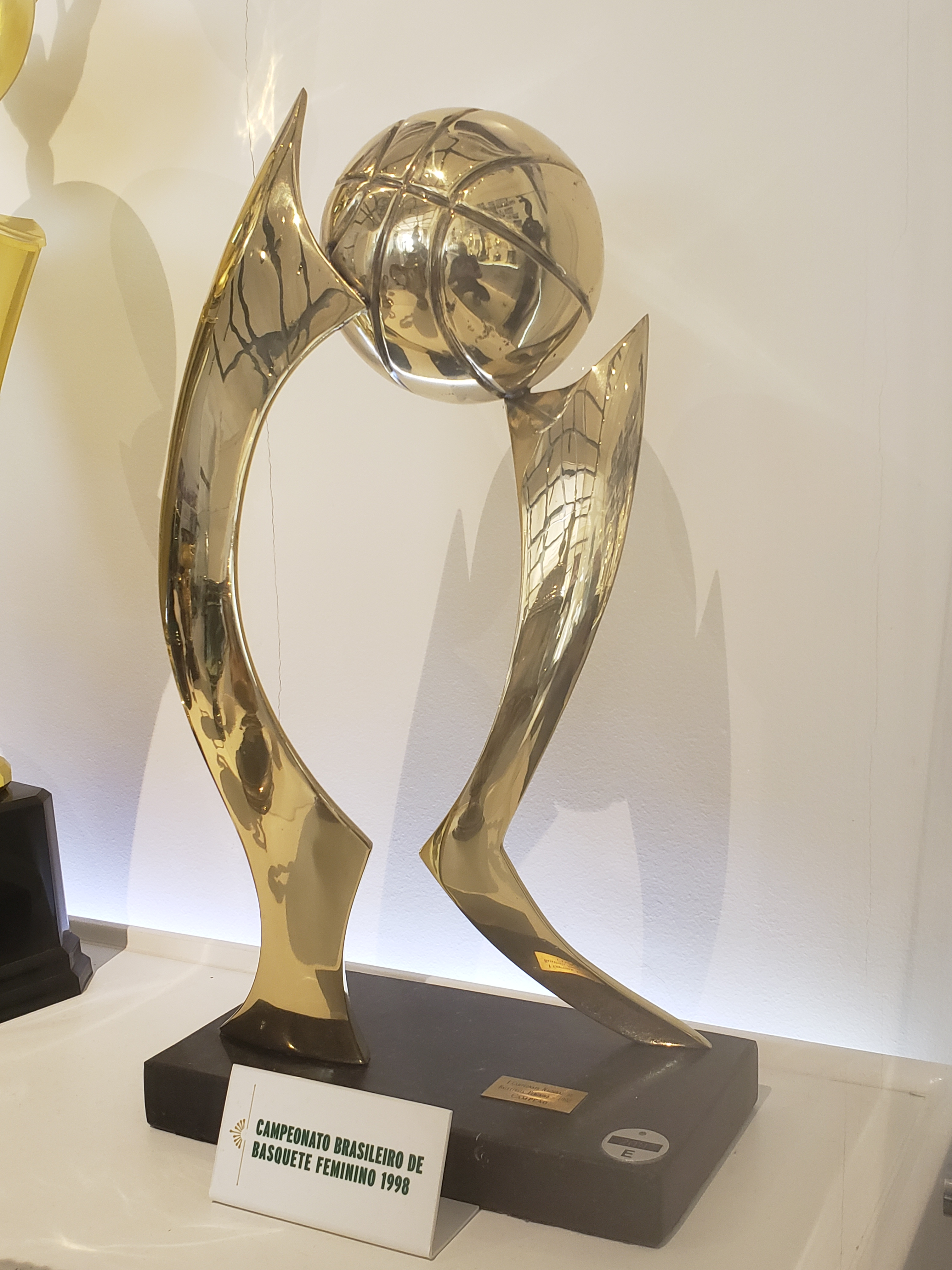
Taça do Brasileiro de Basquete Feminino de 1998.

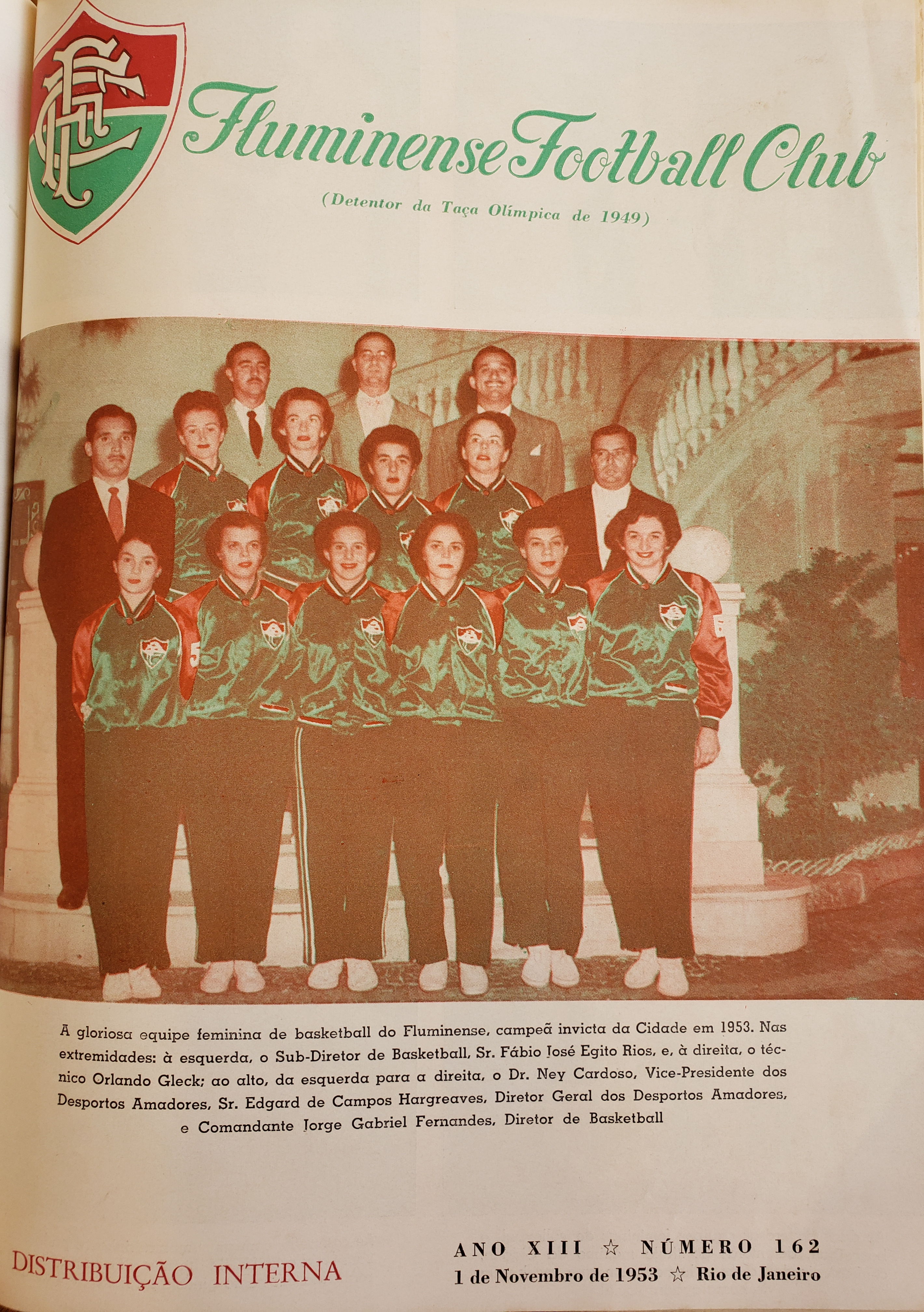
Campeão carioca de 1952.

Na conquista do Campeonato Brasileiro de Basquetebol de 1998, comandado por Hortência, o elenco continha com um elenco com grandes estrelas como Marta, Silvinha, Vic Bullet, Vendrana e cia, com o Ginásio do Tijuca Tênis Clube lotado, ginásio que tem capacidade para receber 4.000 espectadores, e mais 3.000 pessoas que não conseguiram entrar no recinto, dirigido pelo técnico Antônio Carlos Vendramini. A modalidade de basquetebol feminina foi também 6 vezes campeão carioca entre as suas principais conquistas.

##### Material esportivo
- Umbro (atualmente)

### Futsal
É o departamento de futebol de salão do Fluminense Football Club. Campeão carioca de futsal em 1959, competição criada em 1956 e amplamente dominada por clubes da Zona Norte do Rio de Janeiro, o Fluminense tem desempenho muito destacado nas categorias de base, campeão sub-20 em 2 ocasiões, sub-17 em 9, sub-17 em 7, sub-15 em 14 (carioca e estadual), sub-13 em 16 (carioca e estadual), sub-11 em 14 (carioca e estadual), sub-9 em 12 (carioca e estadual) e sub-7 em 8 (carioca e estadual) até o ano de 2017. O Fluminense utiliza o futsal prioritariamente como revelador de jogadores para o futebol de campo, tendo 10 profissionais e 100 jogadores da Base que passaram pelo Futsal em 2018.

#### Patrocinadores
- Unimed ([...]2012 – atual)

#### Material esportivo
- Adidas ([...]2012 – atual)

#### Parcerias
- Colégio Pentágono (...)[41][42]
- Imperial Futsal (2012)

### Futebol americano
Fluminense Guerreiros é uma equipe de futebol americano brasileira, sediada na cidade do Rio de Janeiro, Rio de Janeiro, filiado à Federação de Futebol Americano do Rio de Janeiro. A equipe foi fundada em 2017, sendo a segunda equipe apoiada pelo Fluminense, tendo apoiado o Rio de Janeiro Imperadores de 2010 a 2013.

#### Campanhas de destaque
Estadual Adulto Masculino
- 2012 (vice-campeão)[44]

Copa Volta Redonda de Futsal (Adulto Masculino)
- 2012 (vice-campeão)[45]

### Futebol de areia
O Fluminense Football Club de Futebol de Areia, é uma equipe do departamento esportivo do Fluminense Football Club desde 1999. O clube retornou  em 2013 com a parceria do site da FutRio.net.
Até o fim de 2013, prazo da parceria, os atletas treinaram no Centro de Treinamento Guerreiros da Praia, localizado em frente ao hotel Copacabana Palace, tendo realizado algumas campanhas de destaque. O local, que tem condição de receber uma Arena Fifa, poderá ser usado por outras modalidades do Fluminense, inclusivo o futebol profissional.

#### Campanhas de destaque
| Fluminense Football Club de Futebol de Areia | Fluminense Football Club de Futebol de Areia | Fluminense Football Club de Futebol de Areia | Fluminense Football Club de Futebol de Areia | Fluminense Football Club de Futebol de Areia |
| Torneio                                      | Campeão                                      | Vice-campeão                                 | Terceiro colocado                            | Quarto colocado                              |
| -------------------------------------------- | -------------------------------------------- | -------------------------------------------- | -------------------------------------------- | -------------------------------------------- |
| Mundialito de Clubes                         | 0 (não possui)                               | 0 (não possui)                               | 0 (não possui)                               | 1 (2015)                                     |
| Campeonato Brasileiro                        | 0 (não possui)                               | 0 (não possui)                               | 0 (não possui)                               | 0 (não possui)                               |
| Circuito Brasileiro                          | 0 (não possui)                               | 0 (não possui)                               | 0 (não possui)                               | 0 (não possui)                               |
| Campeonato Carioca                           | 0 (não possui)                               | 0 (não possui)                               | 1 (1999)                                     | 0 (não possui)                               |

### Futebol de 7
É o departamento de futebol de 7 do Fluminense Football Club. Atualmente, a equipe da categoria disputa competições como a Liga Fut 7 e a Liga das Américas de Futebol 7, nas quais sagrou-se campeão nacional e continental de 2014, respectivamente e o Campeonato Carioca, Campeonato Brasileiro, atual vice campeão, além da Liga Mundial, que ocorrerá em Agosto de 2015 em Barcelona, na Espanha.
Seu jogador Henrique Wruck, foi eleito o Bola de Ouro, como o melhor jogador desta competição, assim como em janeiro de 2015 foi eleito o melhor jogador do mundo nesta categoria pela Football 7 Worldwide.

#### Masculino

##### História
Em 12 de outubro de 2014, o Fluminense conquistou a Liga das Américas de Fut7, título inédito para o Fut7 do Brasil, ao vencer o Sidekicks, do México, por 3 a 2 no Coliseu Manuel Bonilla, no Peru, classificando-se para a Liga Mundial, que aconteceu em dezembro deste ano, na cidade de Curitiba. Entretanto, por problemas com as datas das partidas do Mundial, o Fluminense acabou desistindo da vaga do torneio.

##### Principais títulos
Outros títulos
Metropolitano Adulto
- 1959

Estadual Juvenil (atual Sub-20)
- 1972 e 1979

Estadual Infanto-juvenil (atual Sub-17)
- 1965, 1966, 1984, 1985, 2005, 2009, 2010, 2013 e 2015

Carioca Infanto-juvenil (atual Sub-17)
- 2007, 2008, 2009, 2010, 2013, 2014 e 2015

Estadual Infantil (atual Sub-15)
- 1982, 1995, 2004, 2005, 2009 e 2015

Carioca Infantil (atual Sub-15)
- 2004, 2005, 2007, 2008, 2009, 2012, 2014 e 2015

Estadual Mirim (atual Sub-13)
- 1971, 1980, 2004, 2006 ("Campeonato Único"), 2008, 2010, 2013 e 2015 ("Série Prata")

Carioca Mirim (atual Sub-13)
- 2003, 2008, 2009, 2010, 2012, 2013 e 2014 ("Série Ouro")

Torneio Início Sub-13
- 2010

Estadual da Super Liga de Futsal Rio Sub-13
- 2010

Estadual Pré-Mirim (atual Sub-11)
- 1994, 1995, 1996, 2004, 2008, 2012 e 2013

Carioca Pré-Mirim (atual Sub-11)
- 2004, 2008, 2010, 2013 e 2014 ("Série Ouro")

Estadual Fraldinha (atual Sub-9)
- 1994, 1995, 1996, 1997, 2003, 2004 e 2015 ("Série Prata")

Carioca Fraldinha (atual Sub-9)
- 2003, 2004, 2013 e 2015 ("Série Ouro")

Estadual Chupetinha (atual Sub-7)
- 2014 e 2015

Carioca Chupetinha (atual Sub-7)
- 2013, 2014, 2015[59] e 2016[60]

##### Campanhas de destaque
- Liga Fut 7: 2012 (vice-campeão)

##### Prêmios individuais
- Craque da Liga Fut 7 de 2014: Henrique Wruck[61]
- Craque da Copa do Brasil de 2014: Henrique Wruck
- Craque da Liga das Américas de 2014: Henrique Wruck
- Melhor goleiro da Liga Fut 7 de 2014: Igor Pereira
- Melhor goleiro do Campeonato Brasileiro de 2014: Igor Pereira
- Melhor goleiro do Campeonato Carioca de 2014: Igor Pereira
- Melhor treinador da Liga Fut 7 de 2014: Marco Fialho
- Bola de Ouro (Melhor Jogador do Mundo) do Fut 7 em 2014: Henrique Wruck[62]
- Luva de ouro ( Melhor Goleiro do Mundo) do Fut 7 em 2014: Igor Pereira

##### Comissão Técnica
Comissão técnica de 2013:
- Técnico: Marco Antonio Fialho
- Assistente Técnico: Bruno Touret
- Preparador Físico:
- Auxiliar de Preparação: Thiago Rodrigues
- Preparador de Goleiros: Ricardo Herrera
- Fisioterapeuta: Rodrigo Veiga

#### Feminino

##### Principais títulos
Estadual Adulto
- 2011 e 2012

### Polo aquático
O departamento de polo aquático masculino do Fluminense Football Club é uma das principais modalidades praticadas no clube carioca. A equipe da categoria chama-se Fluminense/BNY Mellon, por motivos de patrocínio.

#### Masculino

##### História
O polo aquático foi implantado em 1922 no clube. Em 20 de janeiro de 1922 o Fluminense promoveu uma competição aquática, inciando nesse dia a sua participação no pólo aquático. O Fluminense entre 1952 e 1961 disputou 104 partidas estaduais, interestaduais e internacionais sem derrotas. Os primeiros campeonatos cariocas foram conquistados entre 1953 e 1956. Nesta época, os atletas campeões foram Everardo L.A. da Cruz e Sylvio Kelly. O Tricolor venceu ainda em 1958, 1960, 1962, 1964, 1967 e 1968. Entre os atletas tricolores que se destacaram estão João Havelange e Márvio Kelly, além da equipe campeã brasileira em 1978, formada por Perrone, Aluízio, George, Álvaro, Jair, Eduardo, Luiz Ricardo, Schimidt e Marcos.

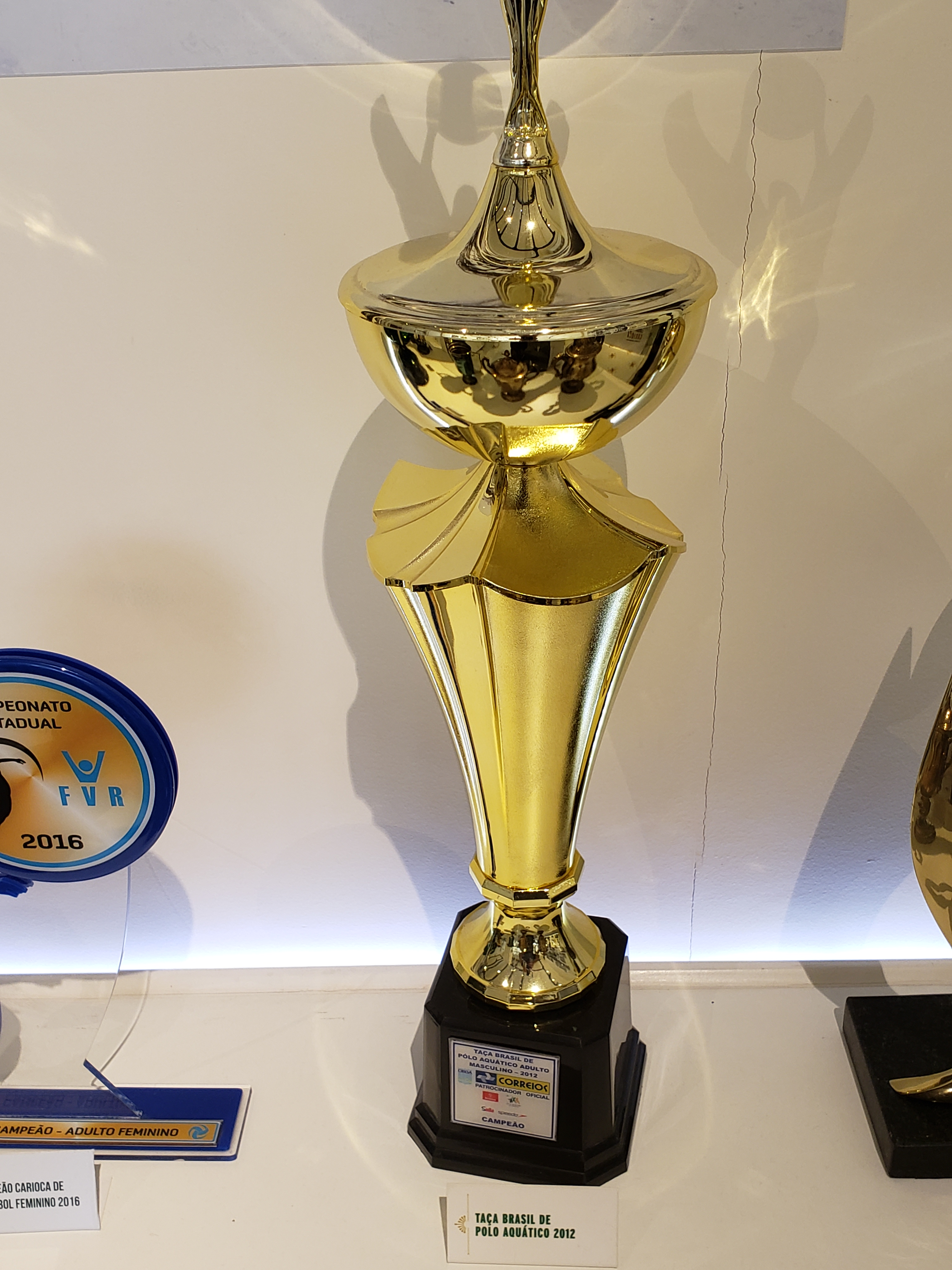
Taça Brasil de Pólo Aquático de 2012.

Em 1988, o Fluminense foi bicampeão do Troféu Brasil e campeão do Torneio Municipal adulto. O Tricolor foi ainda tricampeão brasileiro (1997, 1998 e 1999) e tricampeão estadual, vencedor do Troféu João Havelange.
Em 2010, o Fluminense anunciou uma parceria com a multinacional norte-americana The Bank of New York Mellon, tornando-se o Fluminense/BNY Mellon. Com o patrocínio do banco estadunidense, o Tricolor trouxe grandes craques não só do polo aquático, como também da natação. O recordista mundial Kaio Márcio foi uma das estrelas que a nova parceria ajudou a trazer.
Também durante o ano de 2010, o Fluminense anunciou uma parceria temporária com o Rari Nantes Florentia, um consagrado clube italiano de polo aquático da cidade de Florença.
No fim da década de 2010, o Fluminense anunciou mais uma parceria, dessa vez com o Centro Universitário da Cidade do Rio de Janeiro, muito conhecido como UniverCidade.

##### Grandes atletas
- Leonardo Sottani
- Vladimir Vujasinović
- Shea Buckner
- Jeff Tyrrell
- Iván Pérez
- Kiko Perrone

##### Patrocinadores
- Unimed (1999–2014)
- BNY Mellon (2010–atualmente)

##### Material esportivo
- Adidas (atualmente)

### Showbol
É o departamento de showbol do Fluminense Football Club. Atualmente, a equipe da categoria disputa competições como o Campeonato Brasileiro de Showbol e o Campeonato Carioca de Showbol, tendo se sagrado Campeão Brasileiro em 2014.

#### Campanhas de destaque
- Campeonato Brasileiro: 2010 (4.º colocado) e 2011 (4.º colocado)
- Campeonato Carioca: 2011 (3.º colocado), 2012 (4.º colocado) e 2014 (3.º colocado)
- x  Torneio Rio-São Paulo: 2007 (3.º colocado), 2010 (4.º colocado) e 2012 (3.º colocado)

#### Patrocinadores
- Bradesco (atual)

#### Material esportivo
- Lupo
- Topper (atual)

### Voleibol
As equipes de voleibol do Fluminense Football Club representam um dos mais tradicionais clubes desse esporte no Brasil.
O Fluminense introduziu o voleibol no Rio de Janeiro em 1923, organizando o primeiro torneio (Initium) entre os clubes filiados à L.M.E.T. (Liga Metropolitana de Esportes Terrestres), sagrando-se campeão da competição. Em 1943 tornou-se o primeiro campeão carioca masculino invicto nessa modalidade esportiva, ostentando seis títulos sul-americanos no vôlei feminino, quatro deles em sequência, além de um vice-campeonato, sendo o clube com mais títulos continentais no feminino.

#### Masculino

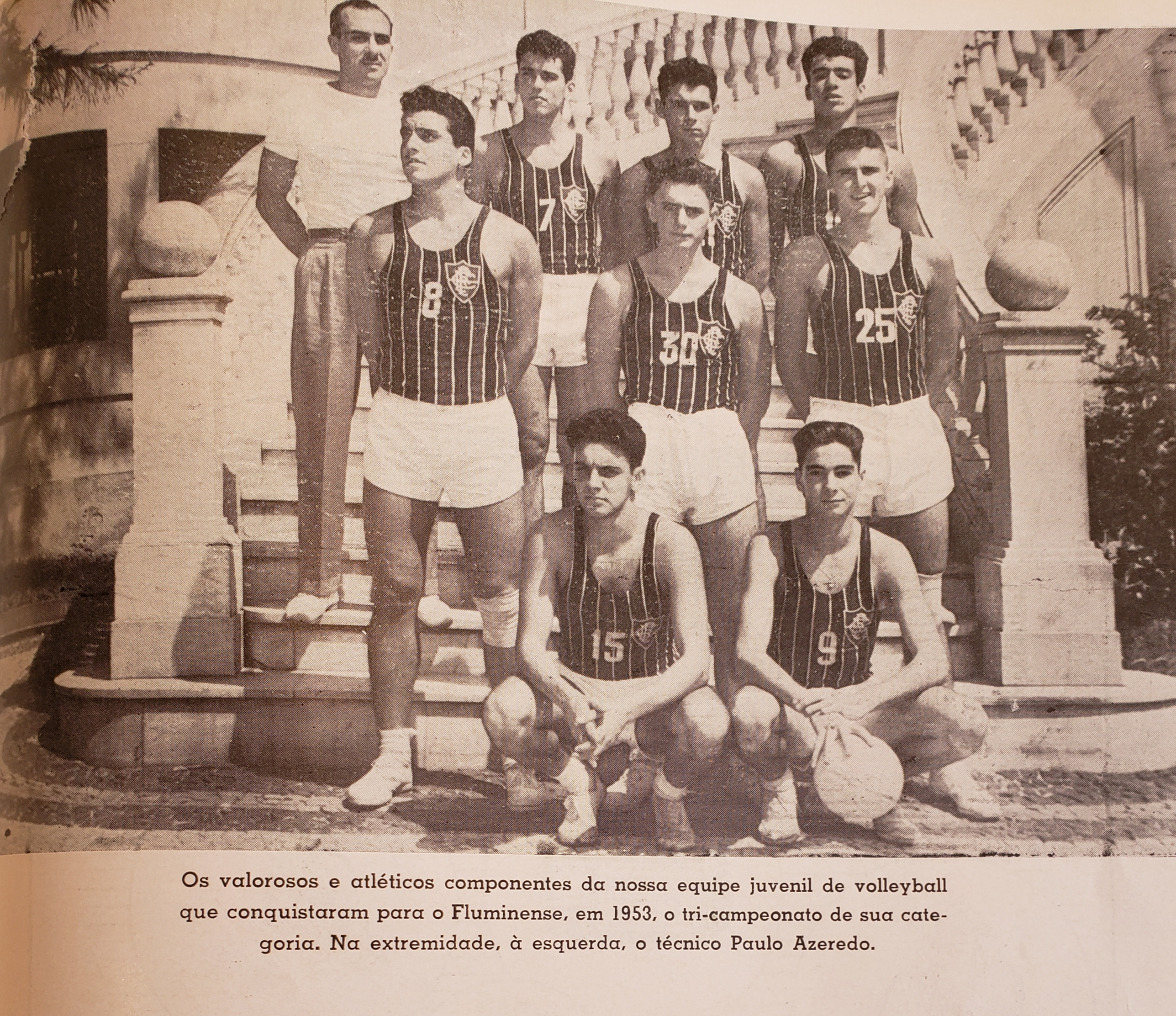
Tricampeão carioca juvenil 1951-52-53.

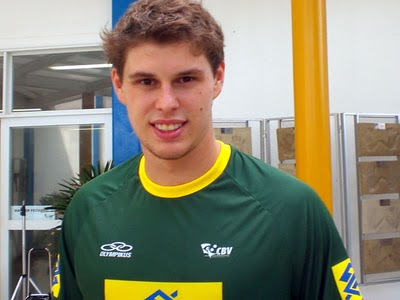
Bruno Rezende, revelado pelo Fluminense.

Em 1924 o Fluminense foi derrotado no jogo decisivo pelo São Cristóvão, entretanto a AMEA tentou marcar nova partida alegando irregularidade cometida pelo clube cadete, mas o Fluminense saiu em defesa do adversário através de ofício enviado a AMEA, que foi aceito, mantendo o resultado original.

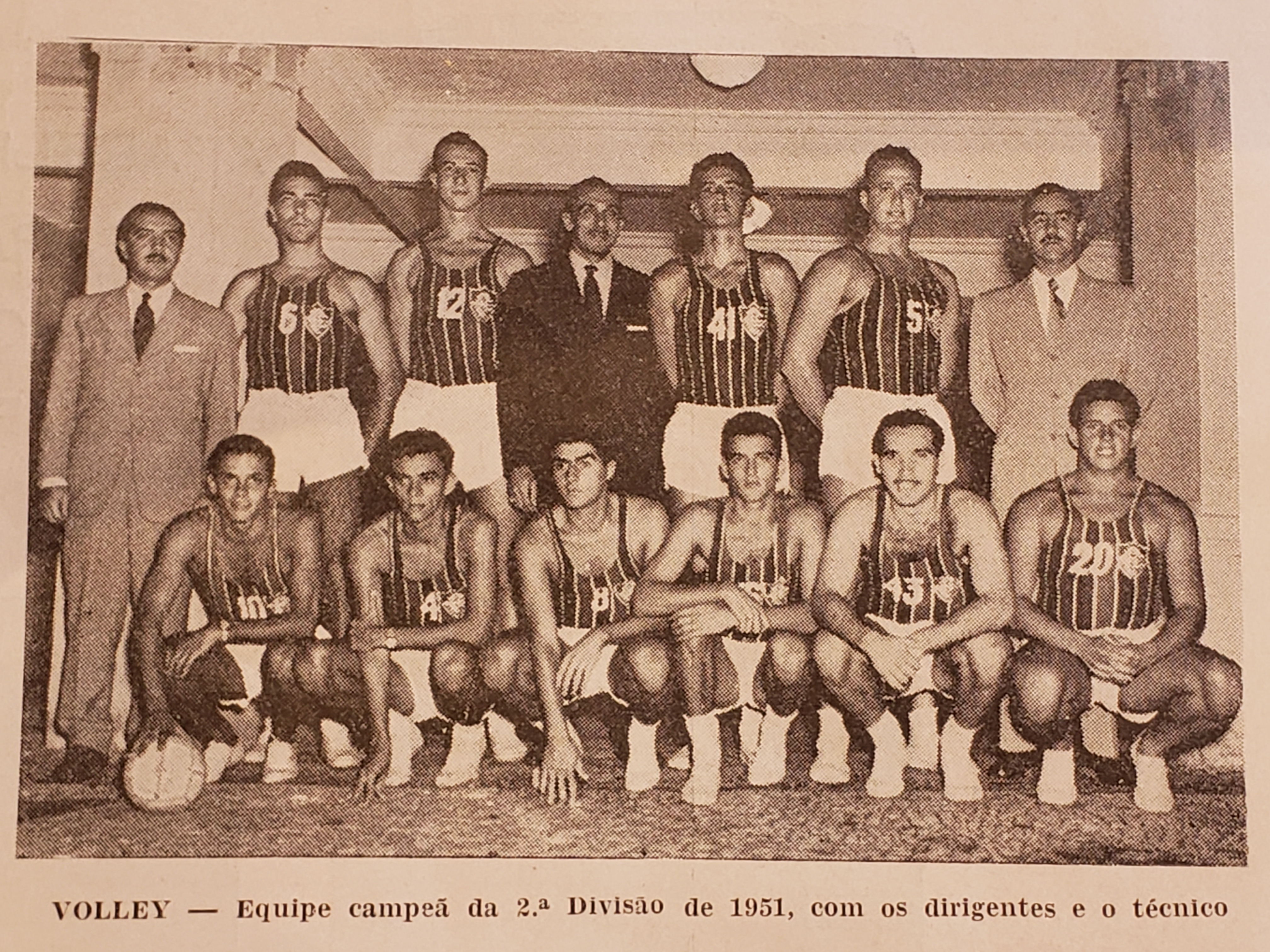
Campeão carioca de volei 2ª divisão 1951.

O Tricolor disputou o Campeonato Brasileiro desde a década de 70 e várias edições da Campeonato Brasileiro de Clubes de Voleibol Masculino. Disputou também a Liga Nacional de Voleibol Masculino e a Superliga Brasileira-Série A, conquistando títulos de relevo. O número de conquistas regionais, nacionais e internacionais em todas as categorias totaliza 184 (cento e oitenta e quatro) títulos neste esporte.
O Fluminense registrou a passagem de jogadores importantes, como Bernard Rajzman, Bernardinho, Badalhoca, Chiquita, Paulo Maurício Guaraná “Girino”, Fernandão, João Grangeiro, Jardel, Bruno Rezende, Pedro Solberg, Everaldo Lucena, Túlio Nogueira, Bernardo Assis, Evandro, William Holden, Rodrigo Gomes, Mark Dalale, Granjeirinho e Pedro Bart.
O clube também teve técnicos notórios, a saber: Abel Martins, Hélio Grynner, Marcos Lerbach, Ricardo Tabachi, Neri Tambero, Antônio Leão, Jorge Ajus, Jorjão, Marcos Freitas, Maurício Malta, Gil Carneiro de Mendonça e Bené.
Atualmente o time de voleibol masculino adulto do Fluminense está desativado, com o clube mantendo apenas as categorias de base.

##### Principais títulos
Campanhas de destaque
- Campeonato Brasileiro de Voleibol Masculino: Vice campeão (1980)
- Superliga Brasileira – Série A: 11º lugar (1997-98) [71]

#### Feminino

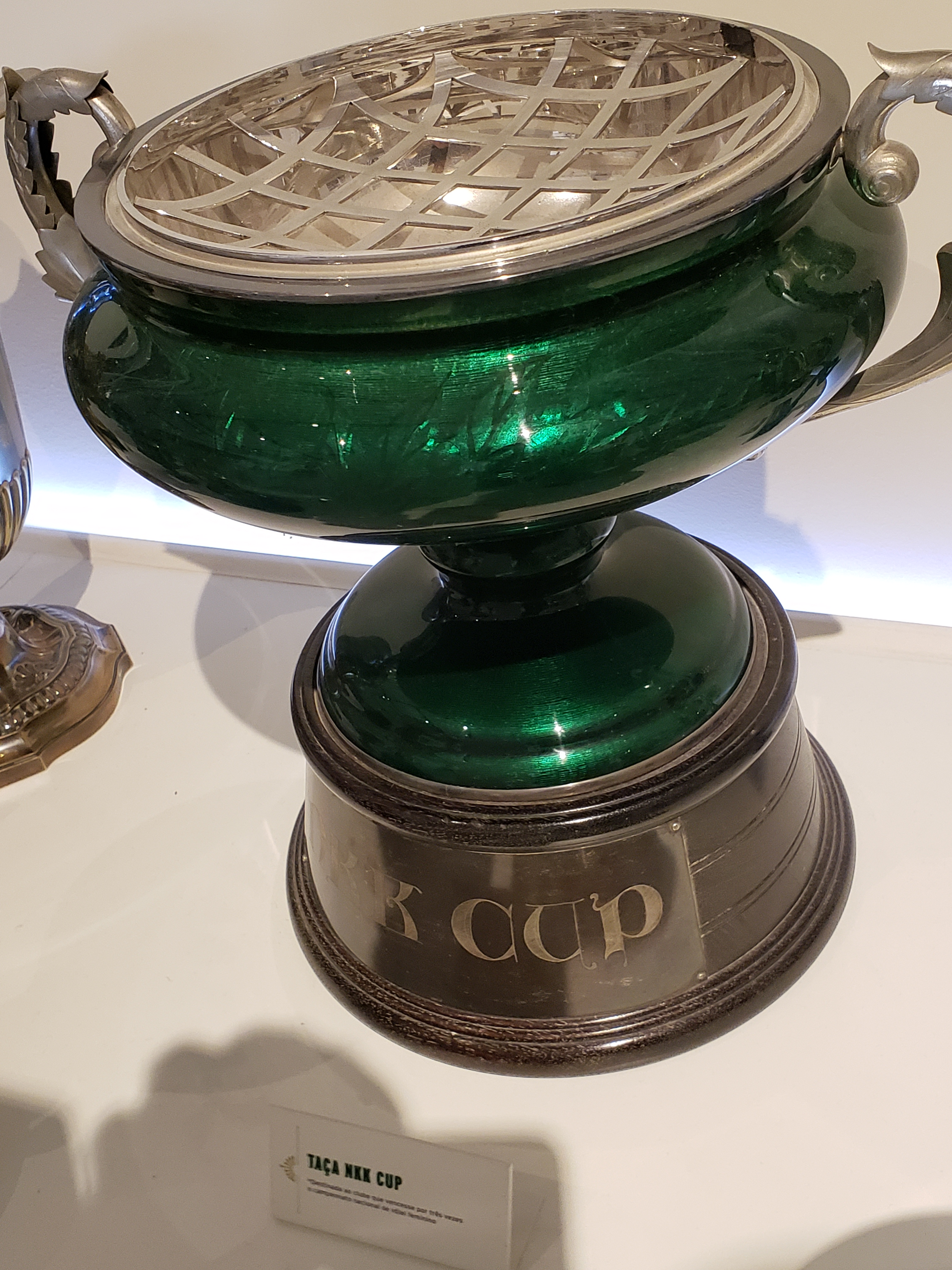
Taça NKK.

A modalidade de voleibol feminino do Fluminense Football Club é uma das mais vitoriosas desse esporte no Brasil, hexacampeão sul-Americano e bicampeão brasileiro, são os seus títulos mais destacados, com o clube tendo se sagrado campeão carioca pela primeira vez em 1941.

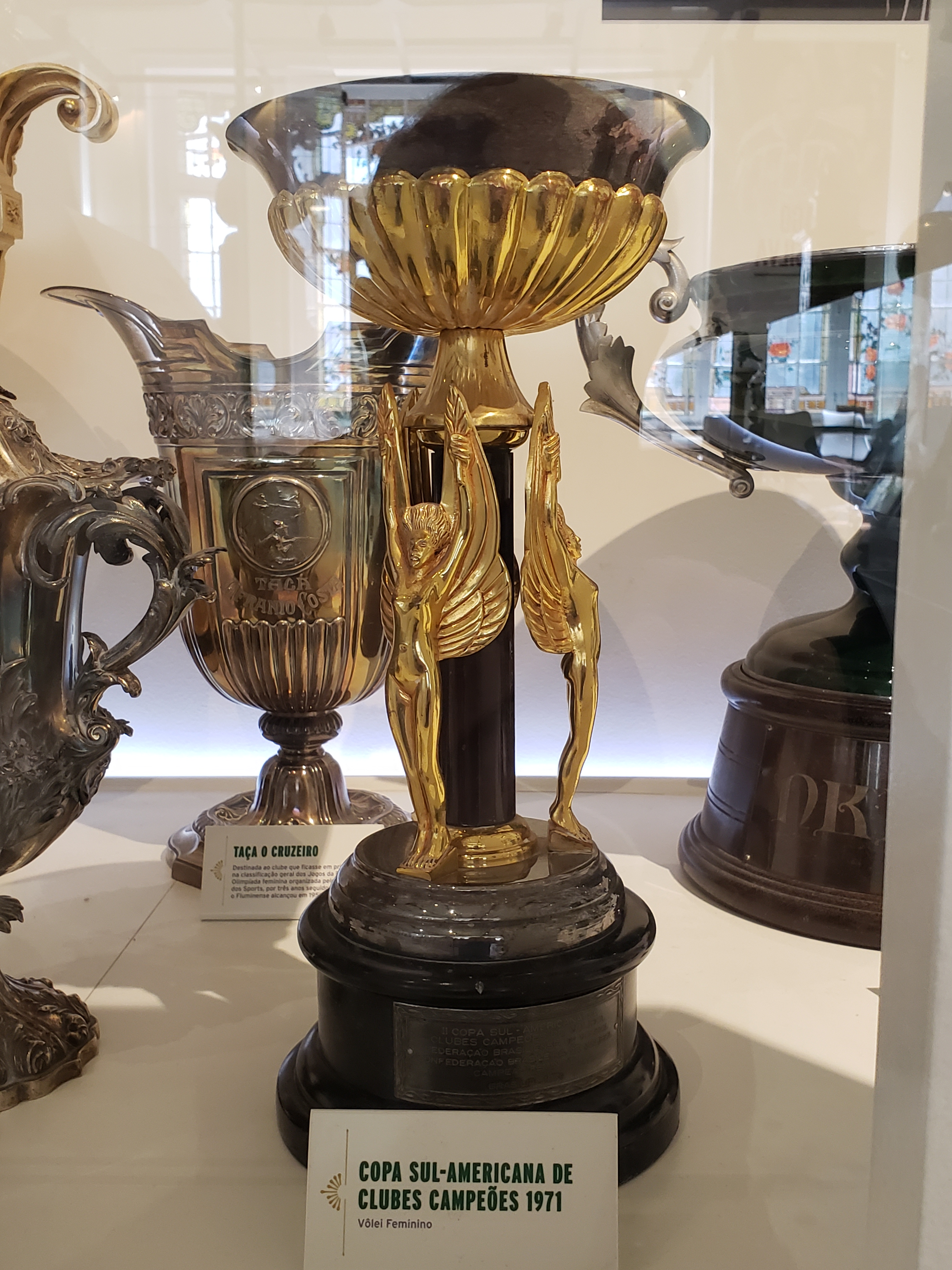
Campeonato Sul-Americano de Vôlei Feminino de 1971.

Suas equipes disputaram o Campeonato Brasileiro desde a década de 70, além de várias edições da Campeonato Brasileiro de Clubes de Voleibol Feminino, desativando o voleibol feminino em 1984 antes da criação da Superliga Brasileira de Voleibol Feminino, conquistando vários títulos na até o ano mencionado. De 1994 a 1997 e de 2012 a 2013, remontou a equipe feminina de voleibol, mas apenas para as disputas do Campeonato Carioca.
O clube sediou o Campeonato Sul Americano de 1951, sagrando-se campeão. Atletas importantes que já passaram pelo clube, incluem Helenize de Freitas, Dulce Thompson, Célia Garritano, Regina Uchôa, Mônica Rodrigues, Michelle Pavão, Monique Pavão, Luiza Ungerer,  Marcela Felinto, Verônica Brito, Daniele Fagundes, Marcela Correa, Renata Trevisan, Fernanda Berti e Flávia. O clube também teve técnicos notórios, como: Abel Martins, Hélio Grynner,  Marcos Lerbach, Ricardo Tabachi, Neri Tambero, Antônio Leão, Jorge Ajus, Jorjão, Marcos Freitas, Maurício Malta, Gil Carneiro de Mendonça e Bené.
Após muitos anos voltou a investir no time adulto feminino e em 2016 disputou a Superliga Brasileira B, encerrando com o vice-campeonato, não conseguindo a promoção direta a Superliga Brasileira A, mas foi qualificado para disputar a repescagem através da edição do Torneio Seletivo Superliga Brasileira A 2016, no qual venceu todos os jogos e conquistou a promoção para disputar a Superliga Brasileira de 2016-17, marcando seu retorno a elite do voleibol nacional.

##### Campanhas de destaque
Internacionais
- Campeonato Sul-Americano: Vice campeão (1981) - 1 vez
- Superliga Metropolitana: 3º lugar (2016) - 1 vez[75]

Nacionais
- Campeonato Brasileiro: Vice campeão (1980, 1983) - 2 vezes
- Campeonato Carioca: Vice campeão (2012, 2013 2015 e 2017) - 4 vezes
- Superliga Brasileira - Série B: Vice campeão (2016) - 1 vez[73][76][77]

##### Elenco atual
Treinador: Hylmer Dias

## Esportesde mesa

### Futebol de mesa modalidade dadinho 9 x 3
Fluminense Futmesa Dadinho é uma equipe de futebol de mesa brasileira, sediada na cidade do Rio de Janeiro, Rio de Janeiro, filiada à Federação de Futebol de Mesa do Estado do Rio de Janeiro. A equipe foi fundada em 2017, sendo desde então apoiada pelo Fluminense.

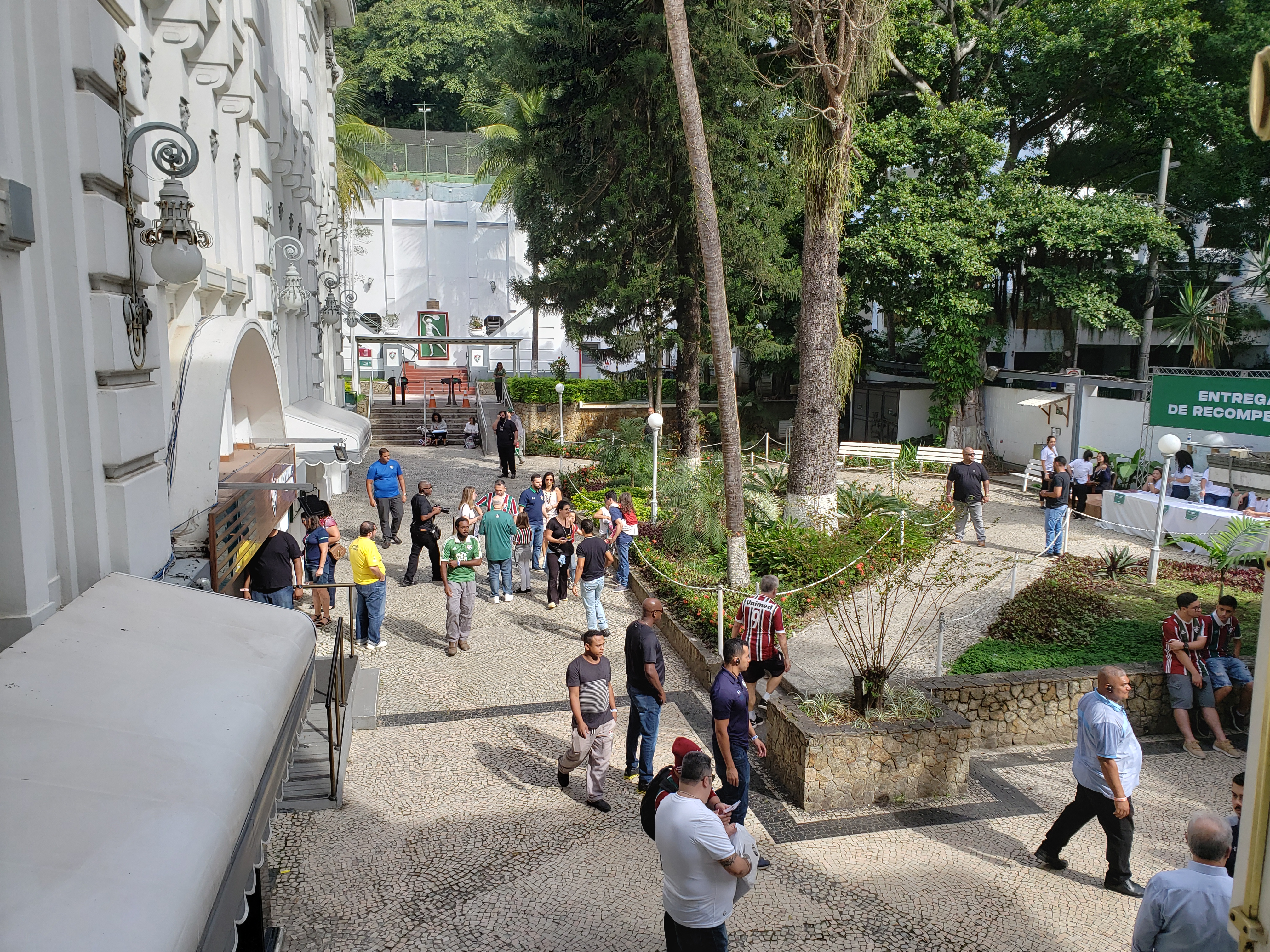
Visão da entrada da sede do Fluminense, local de treino e jogos dos atletas.

#### Principais títulos e campanhas de destaque

##### Individuais
| CAMPEONATO BRASILEIRO INDIVIDUAL | CAMPEONATO BRASILEIRO INDIVIDUAL | CAMPEONATO BRASILEIRO INDIVIDUAL | CAMPEONATO BRASILEIRO INDIVIDUAL | CAMPEONATO BRASILEIRO INDIVIDUAL |
| LOCAL                            | ANO                              | COLOCAÇÃO                        | ATLETA                           |                                  |
| -------------------------------- | -------------------------------- | -------------------------------- | -------------------------------- | -------------------------------- |
| CAMPO GRANDE                     | 2013                             | 3° LUGAR                         | Renan Gatto                      |                                  |
| CORITIBA                         | 2016                             | 3° LUGAR                         | Paulo Quartarone                 |                                  |
| BRASÍLIA                         | 2017                             | CAMPEÃO                          | Brayner Wertmuller               |                                  |
| FLORIANÓPOLIS                    | 2018                             | 2° LUGAR                         | Paulo Quartarone                 |                                  |
| FLORIANÓPOLIS                    | 2018                             | 3° LUGAR                         | Lucas Mendonça                   |                                  |

| COPA DO BRASIL INDIVIDUAL | COPA DO BRASIL INDIVIDUAL | COPA DO BRASIL INDIVIDUAL | COPA DO BRASIL INDIVIDUAL | COPA DO BRASIL INDIVIDUAL |
| LOCAL                     | ANO                       | COLOCAÇÃO                 | ATLETA                    |                           |
| ------------------------- | ------------------------- | ------------------------- | ------------------------- | ------------------------- |
| JUIZ DE FORA              | 2008                      | CAMPEÃO                   | Renan Gatto               |                           |
| JUIZ DE FORA              | 2013                      | 3° LUGAR                  | Paulo Quartarone          |                           |
| JUIZ DE FORA              | 2016                      | CAMPEÃO                   | Paulo Quartarone          |                           |
| FORTALEZA                 | 2017                      | 2° LUGAR                  | Brayner Wertmuller        |                           |

| CAMPEONATO BRASILEIRO POR EQUIPES | CAMPEONATO BRASILEIRO POR EQUIPES | CAMPEONATO BRASILEIRO POR EQUIPES | CAMPEONATO BRASILEIRO POR EQUIPES | CAMPEONATO BRASILEIRO POR EQUIPES |
| LOCAL                             | ANO                               | COLOCAÇÃO                         | EQUIPE                            |                                   |
| --------------------------------- | --------------------------------- | --------------------------------- | --------------------------------- | --------------------------------- |
| RIO DE JANEIRO                    | 2013                              | 2° LUGAR                          | FLUMINENSE                        |                                   |
| RIO DE JANEIRO                    | 2018                              | 2° LUGAR                          | FLUMINENSE                        |                                   |

##### Por equipes
| CAMPEONATO ESTADUAL POR EQUIPES | CAMPEONATO ESTADUAL POR EQUIPES | CAMPEONATO ESTADUAL POR EQUIPES | CAMPEONATO ESTADUAL POR EQUIPES | CAMPEONATO ESTADUAL POR EQUIPES |
| LOCAL                           | ANO                             | COLOCAÇÃO                       | EQUIPE                          |                                 |
| ------------------------------- | ------------------------------- | ------------------------------- | ------------------------------- | ------------------------------- |
| RIO DE JANEIRO                  | 2007                            | CAMPEÃO                         | FLUMINENSE                      |                                 |
| RIO DE JANEIRO                  | 2009                            | 2° LUGAR                        | FLUMINENSE                      |                                 |
| RIO DE JANEIRO                  | 2013                            | 2° LUGAR                        | FLUMINENSE                      |                                 |
| RIO DE JANEIRO                  | 2016                            | 3° LUGAR                        | FLUMINENSE                      |                                 |
| RIO DE JANEIRO                  | 2017                            | CAMPEÃO                         | FLUMINENSE                      |                                 |
|                                 | 2018                            |                                 |                                 |                                 |

##### Outras campanhas de destaque
Estadual Adulto Masculino
- 2012 (vice-campeão)

Copa Volta Redonda de Futsal (Adulto Masculino)
- 2012 (vice-campeão)

#### Local de treino
- Fluminense Football Club - Sala Julio César Romero Insfrán (Romerito) - Rua Álvaro Chaves, 41 Laranjeiras, Rio de Janeiro (RJ) – Brasil, CEP: 22231-220.